# Jardines de Versalles
Los Jardines de Versalles (francés: Jardins du château de Versailles) ocupan parte de lo que fue el Domaine royal de Versailles, el dominio real del Palacio de Versalles. Situados al oeste del palacio, los jardines abarcan unas 800 hectáreas de terreno, gran parte del cual está ajardinado siguiendo el estilo clásico francés de jardín formal perfeccionado aquí por André Le Nôtre. Más allá del cinturón de bosque que los rodea, los jardines limitan con las zonas urbanas de Versalles al este y Le Chesnay al noreste, con el Arboreto Nacional de Chèvreloup al norte, con la llanura de Versalles (reserva natural protegida) al oeste y con el bosque de Satory al sur.
Administrados por el Establecimiento Público del Palacio, Museo y Dominio Nacional de Versalles, una entidad pública autónoma que opera bajo los auspicios del Ministerio de Cultura francés, los jardines son actualmente uno de los lugares públicos más visitados de Francia, con más de seis millones de visitantes al año.
A los cuidados céspedes, parterres y esculturas se suman las fuentes, repartidas por todo el jardín. Las fuentes, que datan de la época de Luis XIV y siguen utilizando en gran parte la misma red hidráulica que se utilizaba durante el Antiguo Régimen, contribuyen a hacer únicos los jardines de Versalles. Los fines de semana, desde finales de primavera hasta principios de otoño, la administración del museo patrocina las Grandes Aguas, espectáculos durante los cuales todas las fuentes de los jardines están en pleno juego. Diseñado por André Le Nôtre, el Gran Canal es la obra maestra de los jardines de Versalles. También en los jardines se construyó el Gran Trianón para proporcionar al Rey Sol el retiro que deseaba. El Pequeño Trianón está asociado a María Antonieta, que pasaba allí su tiempo con sus parientes y amigos más cercanos.
En 1979, los jardines junto con el castillo fueron inscritos en la Lista del Patrimonio de la Humanidad de la UNESCO por su importancia cultural durante los siglos XVII y XVIII.

## Luis XIII
Con la adquisición en 1632 de las tierras pertenecientes a Jean-François de Gondi, Luis XIII, radicado ya en el palacio, inició la construcción de los jardines hacia el ala oeste. Los registros de la época indican que los primeros diseños correspondieron a Claude Mollet y Hilaire Masson, esquema que permaneció prácticamente sin cambios hasta la ampliación ordenada por el rey en la década de 1660, y que se conserva en el llamado plano Du Bus del año 1662.
El proyecto inicial muestra una topografía plana con líneas envolventes de jardín, lo que se evidencia en la clara definición de los ejes este-oeste y norte-sur que atraviesan el diseño.

## Luis XIV
En 1661, después de la caída en desgracia del ministro de finanzas Nicolas Fouquet, que malversó fondos de la corona para edificar su Palacio de Vaux-le-Vicomte, Luis XIV centró su atención en Versalles. Con la ayuda del arquitecto de Fouquet, Louis Le Vau, el pintor Charles Le Brun y el arquitecto paisajista André Le Nôtre, el rey inició el embellecimiento y ampliación del parque, en un proyecto que le ocupó hasta el fin de su reinado.
A partir de este momento, la expansión de los jardines emuló a la ampliación del palacio, ya que el programa de reformas de Luis XIV se aplicó a ambos emprendimientos. En cada etapa los paseos prescritos fueron cuidadosamente estudiados bajo las directivas del Rey Sol.

### Primera etapa de construcción
En 1662 se realizaron reformas menores en el palacio. Sin embargo, se prestó gran atención al desarrollo de los jardines. Se ampliaron los parterres existentes y se crearon nuevos. Las novedades más significativas de esta etapa fueron la Orangerie y la Gruta de Tetis. 
La Orangerie, diseñada por Louis Le Vau, se construyó al sur del palacio, tomando ventaja de la pendiente natural de la colina. El diseño proveyó un área protegida donde los naranjos podían permanecer a resguardo en los meses invernales. 
La Gruta de Tetis, ubicada al norte del palacio, formó parte de la iconografía del palacio y los jardines, relacionando a Luis XIV con el imaginario solar. La gruta se completó durante la segunda etapa de ampliaciones.
En 1664 los jardines habían evolucionado hasta el punto que el rey los inauguró con la fête galante denominada «Les Plaisirs de l’Île Enchantée». El evento, oficialmente dedicado a su madre Ana de Austria y a su consorte María Teresa de España, pero en realidad agasajando a Louise de La Vallière, la amante del rey, tuvo lugar en el mes de mayo. Los invitados disfrutaron fabulosos entretenimientos durante una semana, y como consecuencia de la fiesta, en particular la falta de hospedaje para tantos invitados, Luis se dispuso a ampliar el palacio y los jardines una vez más.

### Segunda etapa de construcción
Entre 1664 y 1668 se evidenció una fluida actividad en los jardines, especialmente en relación con fuentes y bosques: fue durante esta época que el imaginario de los jardines explotó conscientemente las alusiones solares y a Apolo como metáforas del rey.
La «envoltura» diseñada por Louis Le Vau proveyó un medio para la simbiosis entre palacio y jardines, a través de la decoración de las fachadas y de los apartamentos del rey.
En esta nueva fase de construcción, los jardines adquirieron el vocabulario de diseño topográfico e iconográfico que permanecería vigente hasta el siglo XVIII. Como remarca André Félibien en su descripción de Versalles, los temas solares y apolíneos fueron predominantes en los diseños de esta época: «Como el sol era el emblema de Luis XIV, y los poetas reunían la idea del sol con Apolo, no hay nada en este palacio sin relación con esa divinidad.»
El nexo simbólico y topológico de los jardines en esta etapa estuvo constituido por la Gruta de Tetis, la pileta de Latone y la pileta de Apolo:
- Gruta de Tetis: Iniciada en 1670 y finalizada en 1674 con la colocación de las esculturas de Gilles Guérin, François Girardon, Thomas Regnaudin, Gaspard y Baltasar Marsy, la gruta constituyó un componente simbólico y técnico de importancia relevante. Simbólicamente se relaciona con el mito de Apolo, y por extensión con Luis XIV. Representaba la cueva de la ninfa Tetis, donde Apolo descansó luego de conducir su carro celestial. La gruta se construyó como estructura independiente al norte del palacio, y su interior, decorado con imitación de conchas marinas, contenía el grupo de esculturas de los hermanos Gaspard y Baltasar Marsy, que representaban al sol rodeado de nereidas en el grupo central, mientras en los grupos laterales sus caballos son atendidos por sirvientes de Tetis. Originalmente estas esculturas se ubicaron en tres nichos individuales en la gruta, rodeadas de varias fuentes y juegos de agua.

Técnicamente la gruta jugó un rol central en el sistema hidráulico de los jardines, proveyendo el agua de riego. El techo de la gruta oculta una cisterna que acumula agua proveniente desde el estanque del Palacio de Clagny, y que alimenta por gravedad las fuentes más bajas en el jardín.
|                                                                                 |                                                                                               |                                                          |
| «Apolo rodeado de ninfas» por François Girardon and Thomas Regnaudin, ca. 1670. | «Caballos de Apolo atendidos por dos tritones» por Gaspard Marsy y Balthazar Marsy, ca. 1670. | Vista del interior de la gruta por Jean Le Pautre, 1676. |

- Estanque de Latona: ubicado sobre el eje este-oeste bajo el Parterre de Agua, fue diseñado por André Le Nôtre, con esculturas de Gaspard y Baltasar Marcy, y construido entre 1668 y 1670. La fuente representa un episodio de Metamorfosis de Ovidio: Latona y sus hijos Apolo y Diana son atormentados con bolas de barro por los caminantes licios, que rehúsan permitirles beber de su fuente. El trío apela a la ayuda de Zeus, quien convierte a los licios en ranas.

Este episodio mitológico fue elegido como alegoría de las revueltas de la Fronda, ocurridas durante la juventud de Luis XIV. La relación entre la historia de Ovidio y este episodio de la historia francesa se enfatiza mediante la referencia a «embarrar» en un contexto político. Las revueltas de la conservan. -la palabra frondeen francés significa también tiro de honda, hondazo- suele reconocerse como el origen del concepto «embarrar la cancha» en un contexto político.
|                                                                        |                                                             |
| Vista del estanque de Latona, 1678 esculpido por Jean Le Pautre, 1678. | Estanque de Apolo, esculpido por Louis de Chastillon, 1683. |

- Estanque de Apolo:

En el extremo del eje este-oeste se encuentra el estanque de Apolo, construido por Jean-Baptiste Tuby entre 1668 y 1671 basándose en un dibujo de Charles Le Brun, ocupando el lugar de la antigua rotonda y estanque de los cisnes de Luis XIII. Las esculturas muestran al dios sol conduciendo su carro celeste, y el conjunto forma un foco visual que sirve como elemento de transición entre los jardines del Petit Parc y el Gran canal.
|                       |  |
| El Estanque de Apolo. |  |

- Gran canal:

Con una longitud de 1.500 metros y 62 de ancho, el Gran canal, construido entre 1668 y 1671 prolonga física y visualmente el eje este-oeste hasta los muros del Grand Parc. Durante el Antiguo Régimen el Gran canal sirvió como lugar para competencias de botes. En 1674, como resultado de una serie de arreglos diplomáticos que beneficiaron a Luis XIV, el rey ordenó la construcción de Petite Venice (pequeña Venecia). Ubicada en la confluencia del Gran canal y el canal transversal del norte, Petite Venice albergab las carabelas y yates recibidas de los holandeses, y las góndolas y gondoleros obsequiados por el Dogo de Venecia.
Más allá del aspecto festivo y decorativo de estas instalaciones, el Gran canal tenía además una función práctica: situado en el punto más bajo de los jardines, colectaba los desagües de las fuentes situadas por encima. El agua del canal se bombeaba nuevamente a la cisterna en el techo de la Gruta de Tetis mediante una red de molinos de viento y bombas accionadas por caballos.
|                                                         | |
| Vista del Gran Canal, grabado de Nicolas Perelle, 1680. | Vista del castillo de Versalles y el Parterre de Agua, obra de André Le Nôtre, Charles Le Brun, y Louis Le Vau, ca. 1674. |

- Parterre de Agua: situado sobre el estanque de Latona, sobre el eje norte-sur, forma la terraza del palacio y es el elemento de transición entre éste y los jardines. En 1664 Luis XIV encargó una serie de esculturas con el fin de decorar los juegos de agua del Parterre de Agua. Cada estanque cuenta con cuatro estatuas recostadas que simbolizan los ríos de Francia (el río Loiret, el Loira, el Ródano, el Saona, el Garona, el Dordoña, el Sena y el Marne), acompañados por ninfas y niños. El parterre constituye un lugar de reunión en el que se usa el imaginario y simbolismo decorativo de los Grandes aposentos del palacio, pero con la iconografía del jardín.[9]

|                                                    |  |
| La escultura del río Saona en el Parterre de Agua. |  |

- Evolución de los bosquetes: una de las características distintivas del jardín durante la segunda etapa constructiva fue la proliferación de bosquetes. Ampliando el desarrollo de la primera etapa, Le Nôtre agregó o amplió no menos de diez bosques: el bosque de Marais en 1670, el del Teatro de Agua,Isla Real y Miroir d’Eau, Salle des Festins (Sala de fiestas), el Bosquete de las Tres Fuentes en 1677, el Laberinto y el Bosquete del Arco de Triunfo en 1672, el de Renommée y de Encélado en 1675, y el bosque de las fuentes en 1678.

|                                  |                                   |
| El Bosquete de las Tres Fuentes. | El Bosquete del Arco del Triunfo. |

- Estanque del Dragón (también llamado Estanque de los pinos): construido en 1681, se ubica al norte del palacio, debajo del Parterre Norte y de la Alameda del Agua,[10] y fue diseñado formando una pendiente a lo largo del eje norte-sur hasta el Estanque de los Suizos, en la base de la colina Satory al sur del palacio. Modificaciones posteriores en el jardín transformaron esta fuente en el Estanque de Neptuno.

|                                               |                      |
| El Estanque de Neptuno y la Alameda del Agua. | Estanque del Dragón. |

- Estanque de los Suizos:

Excavado en 1678 y llamada así por la Guardia Suiza que construyó el lago, ocupa un área de estanques y marjales, algunos de los cuales se utilizan para proveer agua a las fuentes del jardín. Esta zona, con una superficie de más de 15 hectáreas es la segunda en tamaño después del Gran canal.
|                            |  |
| El Estanque de los Suizos. |  |

### Tercera etapa de construcción

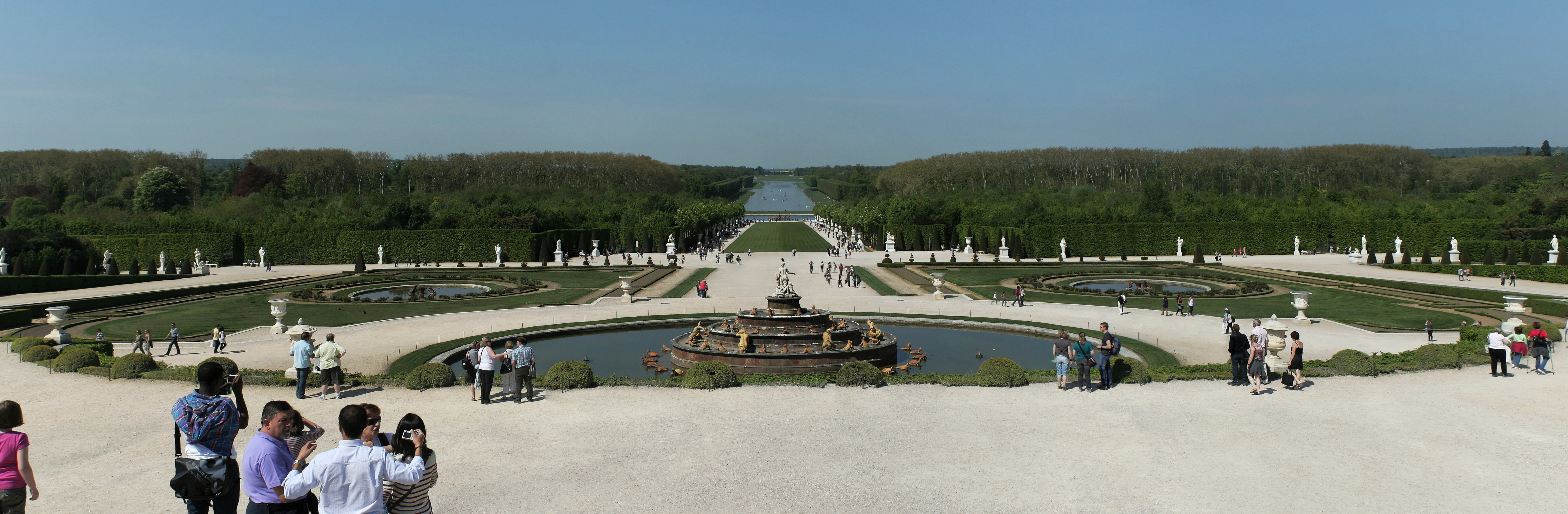
Estanque de Latona, fuente con el tapis vert y el Grand Canal en el fondo.

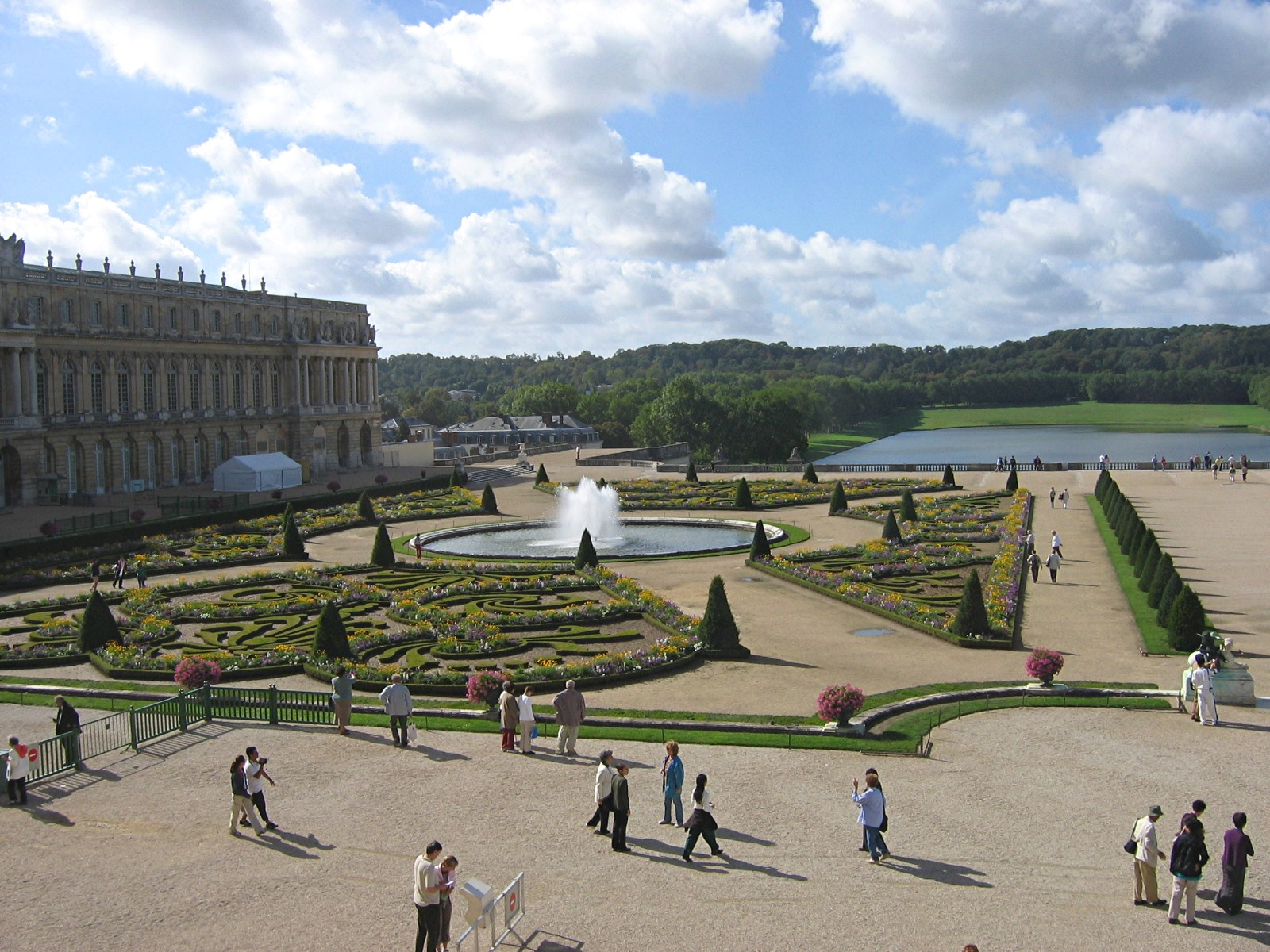
El Parterre Sur con el Estanque de los Suizos al fondo.

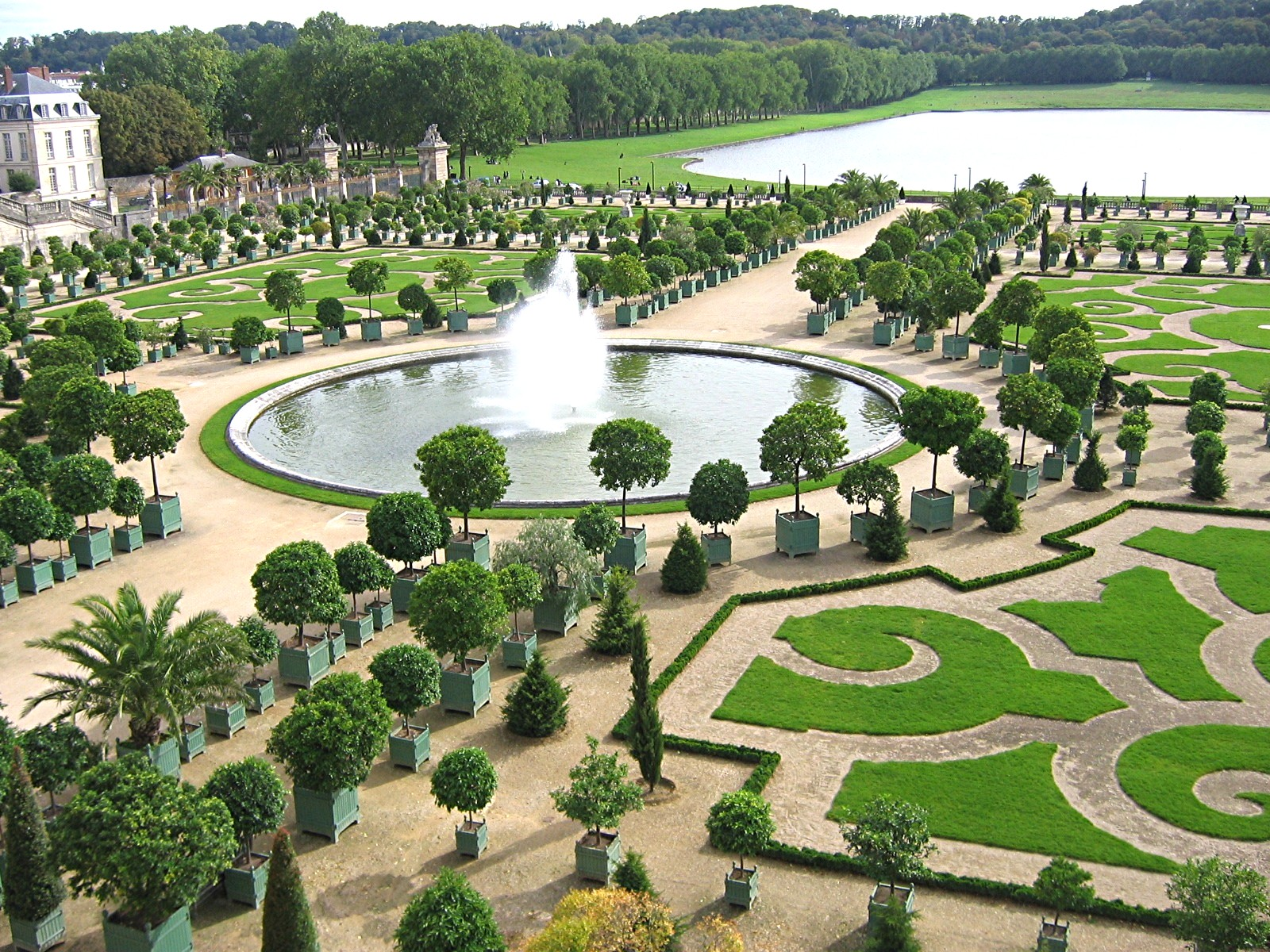
El Parterre del Naranjal con el Estanque de los Suizos al fondo.

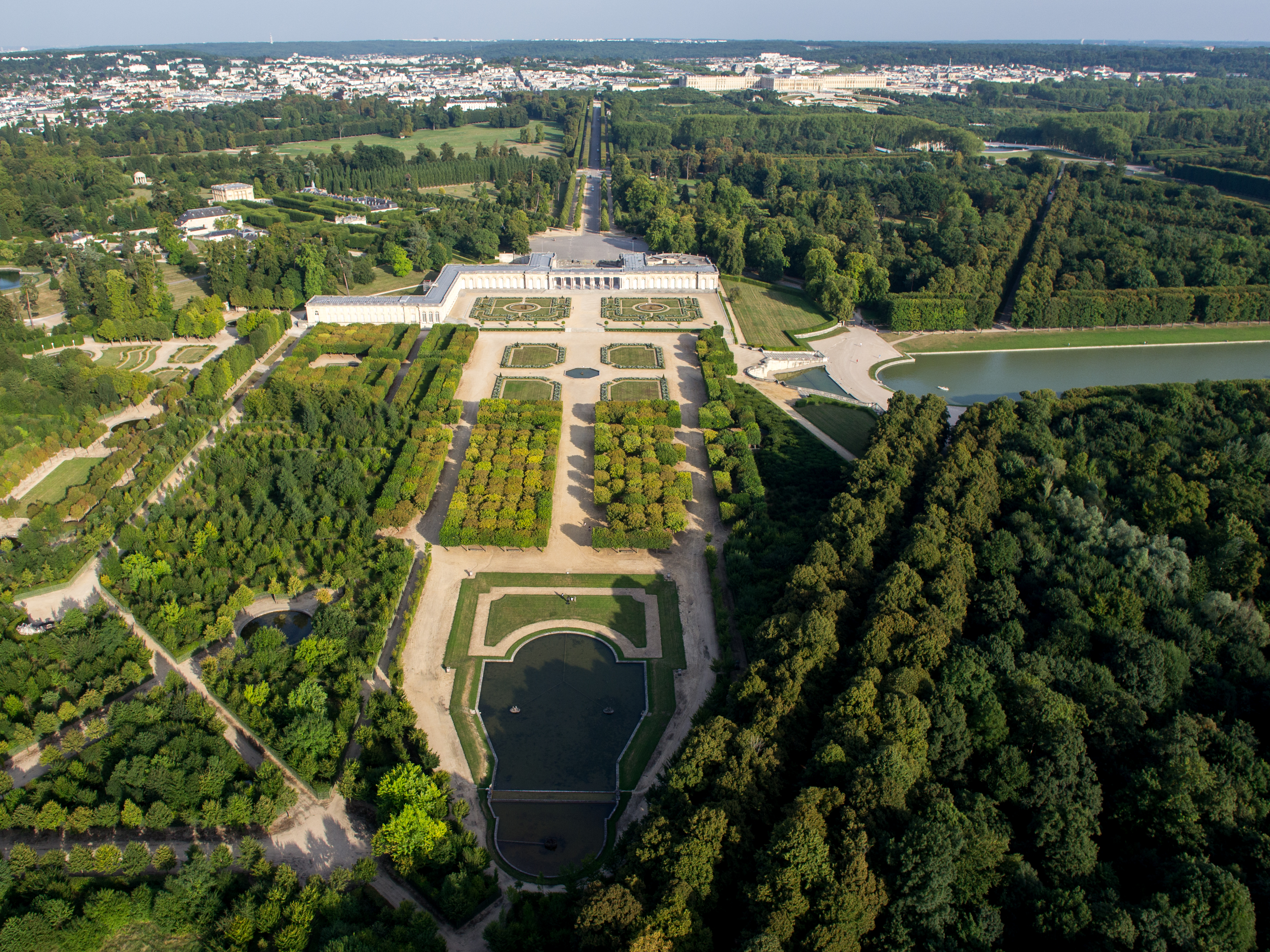
El Gran Trianón y sus jardines

Las modificaciones en los jardines durante la tercera etapa se distinguieron por un cambio estilístico de la estética natural de André Le Nôtre al estilo arquitectónico de Jules Hardouin-Mansart. La primera gran modificación ocurrió en 1680 con el «Tapis vert», una superficie de césped que corre entre el estanque de Latona y la fuente de Apolo, logró su forma y tamaño definitivo bajo la supervisión de André Le Nôtre.
Iniciado en 1684, el Parterre d'Eau fue remodelado bajo la dirección de Mansart. Las esculturas de la Grande Commande de 1674 fueron reubicadas en otras partes del jardín, y se construyeron dos estanques gemelos octogonales, decorados con esculturas de bronce representando los ríos de Francia. En el mismo año la Orangerie de Louis Le Vau fue demolida para ubicar el Parterre del Naranjal diseñado por Jules Hardouin-Mansart.
En esta época se construyó además la Escalera de los Cien Peldaños, que facilitó el acceso a los jardines por el sur, al Estanque de los Suizos y al Parterre Sur, dando a los jardines de ese sector la configuración y apariencia que todavía conservan. 
Adicionalmente, para permitir la construcción anticipada del Ala de los nobles, ala norte del palacio, se demolió la Gruta de Tetis. 
Con la construcción del Ala de los Nobles (Aile des Nobles) entre 1685 y 1686, el Parterre norte fue remodelado para responder a la nueva arquitectura de esta área del palacio. Para compensar la pérdida de la cisterna sobre l techo de la gruta y satisfaccer la creciented emanda de agua, Mansart diseñó cisternas más grandes al norte del Ala de los Nobles.
Entre 1686 y 1687 el estanque de Latona se reconstruyó bajo la dirección de Mansart, con la configuración que tiene actualmente.
También en esta etapa tres de los bosques más grandes fueron remodelados o creados. Comenzando con la Galerie des Antiques, construida en 1680 en el sitio de la efímera Galerie d'Eau (1678), que fue concebida como una galería al aire libre donde se exhibían esculturas antiguas y copias adquiridas por la Academia Francesa en Roma.
Al año siguiente las reformas se iniciaron en el Bosquete del Salón de Baile (también conocido como Bosquete de las Rocallas). Ubicado en un sector aislado del jardín al sur del Parterre del Naranjal, este bosquete se diseñó como anfiteatro que incluye una cascada, la única que se conserva en Versalles. El Bosquete del Salón de Baile se inauguró en 1685 con un baile ofrecido por el Gran Delfín. Entre 1684 y 1685 Mansart construyó La Colonnade (La columnata) en el sitio donde Le Nôtre había construido el Bosquete de los Manantiales. La Colonnade incluye un peristilo circular de 32 arcos, 28 fuentes, resultando el más arquitectónico de los bosques construidos por Mansart en Versalles. 
También a pedido del Rey Luis XIV fue construido en esta etapa el Grand Trianon, que, ubicado al noroeste, en el fondo de los jardines de Versalles, constituía un nuevo palacio en el que disfrutar el verano en familia y huir por un rato del alboroto de la corte francesa ubicada en el palacio de Versalles.

### Cuarta etapa de construcción
Debido a problemas financieros a raíz de la Guerra de los Nueve Años y la Guerra de Sucesión Española, no hubo trabajos significativos hasta 1704. Entre 1704 y 1709 sólo se modificaron superficialmente algunos bosques, y se les dio nuevos nombres reflejando la austeridad que caracterizó los últimos años del reinado de Luis XIV.

## Luis XV

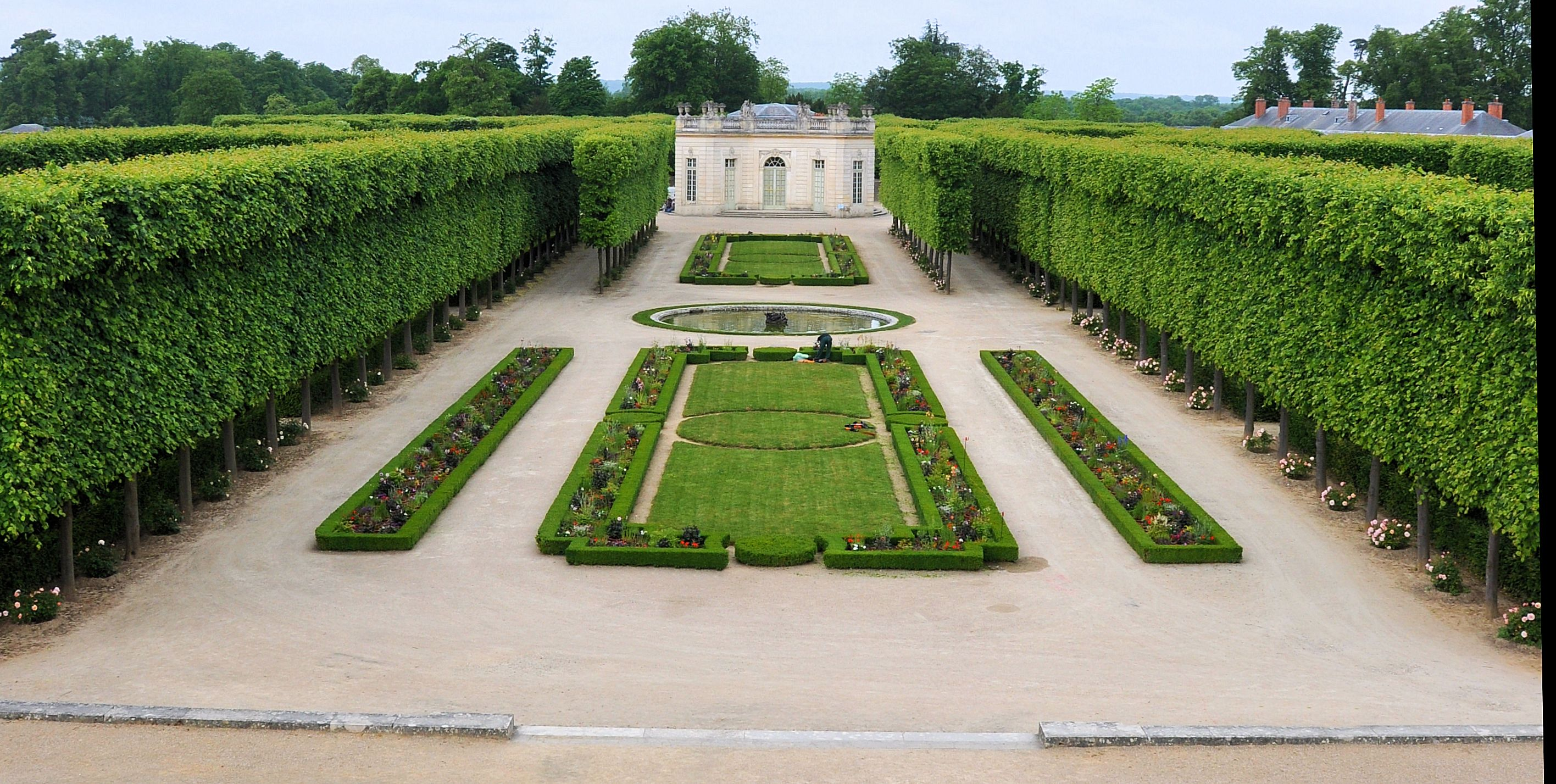
El jardín francés y el Pabellón francés de Ange-Jacques Gabriel, 1749-50.

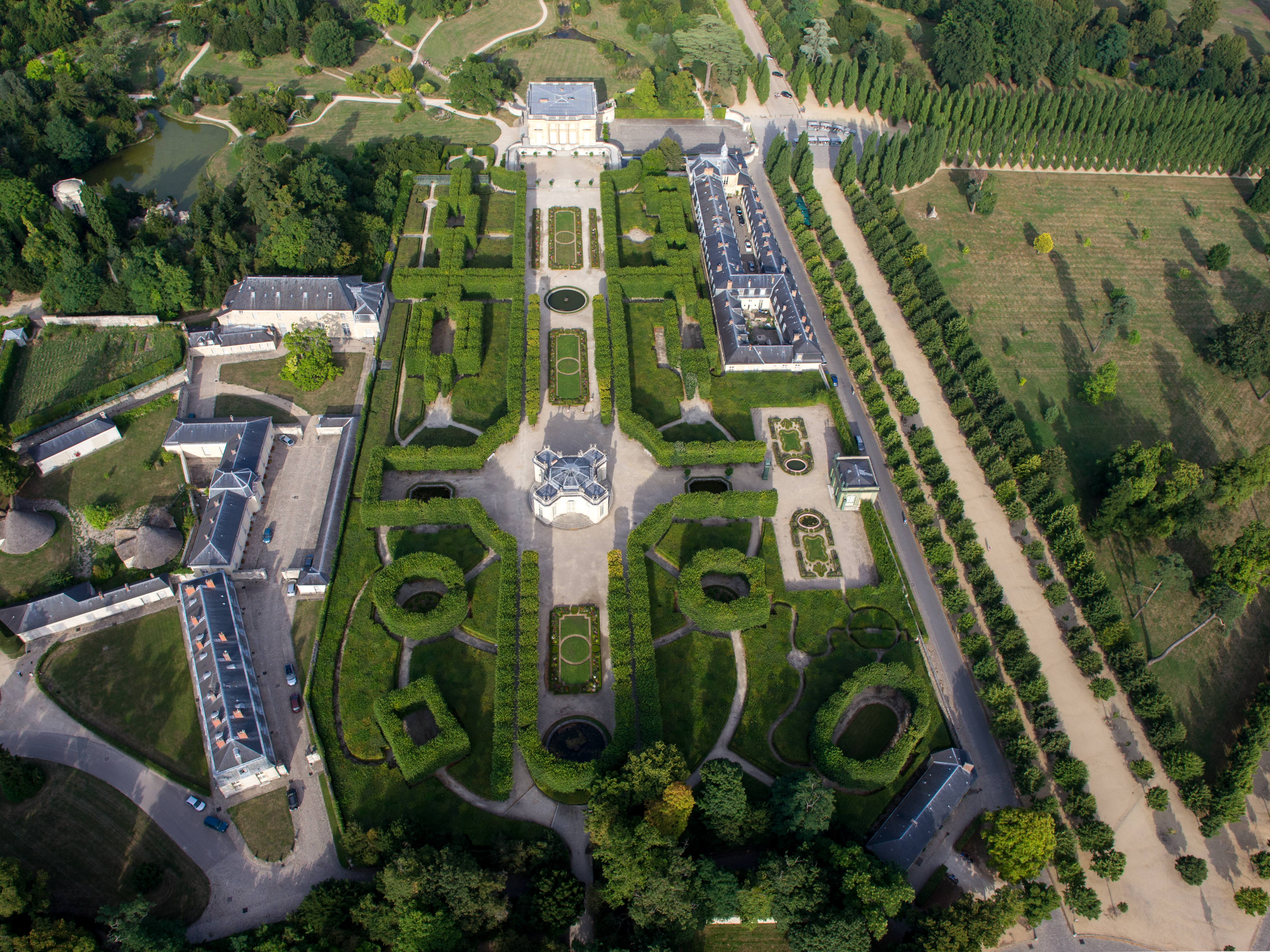
Vista aérea del jardín francés del Pequeño Trianón, con el Pabellón fresco situado a la derecha de la imagen. El norte se sitúa a la izquierda de la fotografía

Con la partida del rey y su corte de Versalles en 1715 luego de la muerte de Luis XIV, el palacio y los jardines entraron en una época de incertidumbre. En 1722 Luis XV regresó a Versalles, pero siguiendo al parecer los consejos de su bisabuelo sobre no embarcarse en grandes campañas de construcción, el rey no efectuó grandes gastos en el tema al contrario de lo que Luis XIV había hecho. 
Durante su reinado, la única obra de importancia en los jardines fue la conclusión del estanque de Neptuno entre 1738 y 1741.
En lugar de gastar recursos en modificar el palacio o los jardines, Luis XV, ávido botánico, dirigió sus esfuerzos al Trianon: en el área actualmente ocupada por la «Aldea de la reina» construyó y mantuvo los jardines botánicos en 1750. Ese mismo año el jardinero y florista Claude Richard (1705-1784) asume como cuidador del sector.
En 1761 el rey encargó a Ange-Jacques Gabriel la construcción del Petit Trianon, una residencia que le permitiera pasar más tiempo cerca de las plantas. Fue en este edificio que Luis XV contrajo viruela, enfermedad que lo llevó a la muerte el 10 de mayo de 1774.

## Luis XVI

El Bosquete de los Baños de Apolo

Luego de la ascensión de Luis XVI al trono, los jardines de Versalles sufrieron una transformación que retomó la cuarta etapa de construcción de Luis XIV. Embarcándose en un cambio de apariencia defendido por Jean-Jacques Rousseau y los filósofos, en el invierno de 1774-75 tuvo lugar una completa replantación de los jardines. Árboles y arbustos de la época de Luis XIV fueron talados en un intento de reemplazar el jardin français de Le Nôtre y Hardouin-Mansart en un jardín de estilo inglés.
La meta no pudo ser cumplida: debido a la topografía del terreno, pronto se abandonó la estética inglesa, y los jardines se replantaron en el estilo original. Sin embargo, en aras de la economía, Luis XVI ordenó reemplazar los setos vivos, que obligaban a un continuo trabajo de poda, por filas de tilos y castaños. Además, gran número de bosques de la época del Rey Sol fueron remodelados en profundidad o directamente destruidos. 
La principal contribución durante el reinado de Luis XVI fue el Bosquete de los Baños de Apolo, obra maestra de Hubert Robert ubicada dentro de un bosque estilo inglés, que recibió las esculturas de la demolida Gruta de Tetis.

## Revolución
En 1792, por orden de la Convención Nacional, se talaron algunos árboles en los bosques, mientras sectores del Grand Parc fueron loteados y destruidos. Advirtiendo la amenaza sobre Versalles, Louis Claude Marie Richard, director del jardín botánico y nieto de Claude Richard, gestionó ante el gobierno el salvamento de los jardines. La iniciativa fue exitosa: no hubo posteriores intentos de disolver el Grand Parc y las amenazas de destruir el Petit Parc se disuadieron sugiriendo que los parterres podrían utilizarse para plantar hortalizas y que las áreas abiertas del jardín podrían ser ocupadas por árboles frutales. Afortunadamente tales sugerencias nunca se hicieron realidad, aunque los jardines fueron abiertos al público, que solía lavar sus ropas en las fuentes poniéndolas luego a secar sobre los arbustos.
En 1793 la mayoría de las piezas decorativas del Bosquete del Arco del Triunfo fueron destruidas.

## Napoléon I
La era napoleónica prácticamente ignoró a Versalles. En el palacio se reformaron varias habitaciones para uso de la emperatriz María Luisa, pero los jardines permanecieron sin modificaciones, salvo por las desastrosas talas de árboles en el bosque del arco de triunfo y en el de las tres fuentes. Debido a la importante erosión del suelo, fue necesario plantar nuevos árboles. 

## Restauración
Con la Restauración de los Borbones en 1814, los jardines de Versalles sufrieron las primeras modificaciones luego de la revolución. En 1817 Luis XVIII ordenó la conversión de la Isla Real y del Miroir d’Eau en jardines estilo inglés, convirtiéndose en el Jardín del Rey.

## Monarquía de Julio y Segundo Imperio Francés

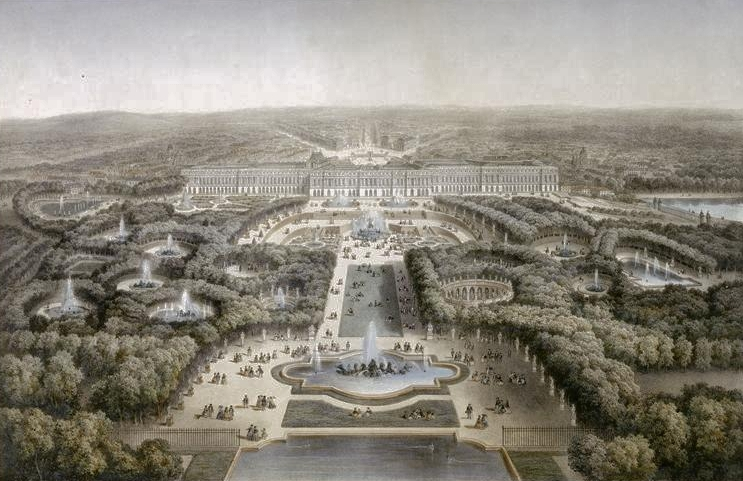
Los jardines en el siglo XIX

Gran parte de los interiores de palacio fueron irremediablemente modificados para acomodar el «Museo de todas las Glorias de Francia» inaugurado por Luis Felipe el 10 de mayo de 1837 durante la llamada monarquía de julio. Los jardines, por el contrario, permanecieron intactos. Durante el segundo imperio francés, a excepción de la visita de estado de la reina Victoria y el príncipe Alberto en 1855 (ocasión en que las fiestas de gala recordaron aquellas de Luis XIV), Napoleón III ignoró Versalles, prefiriendo instalarse en el palacio de Compiègne.

## Pierre de Nolhac
Con la llegada de Pierre de Nolhac como director del museo, comenzó en Versalles una nueva era de investigación histórica. Nolhac, un ardiente archivista y estudioso, comenzó a reunir la historia del palacio y sus jardines, y estableció los criterios de restauración y preservación.

## Reforestación de los jardines

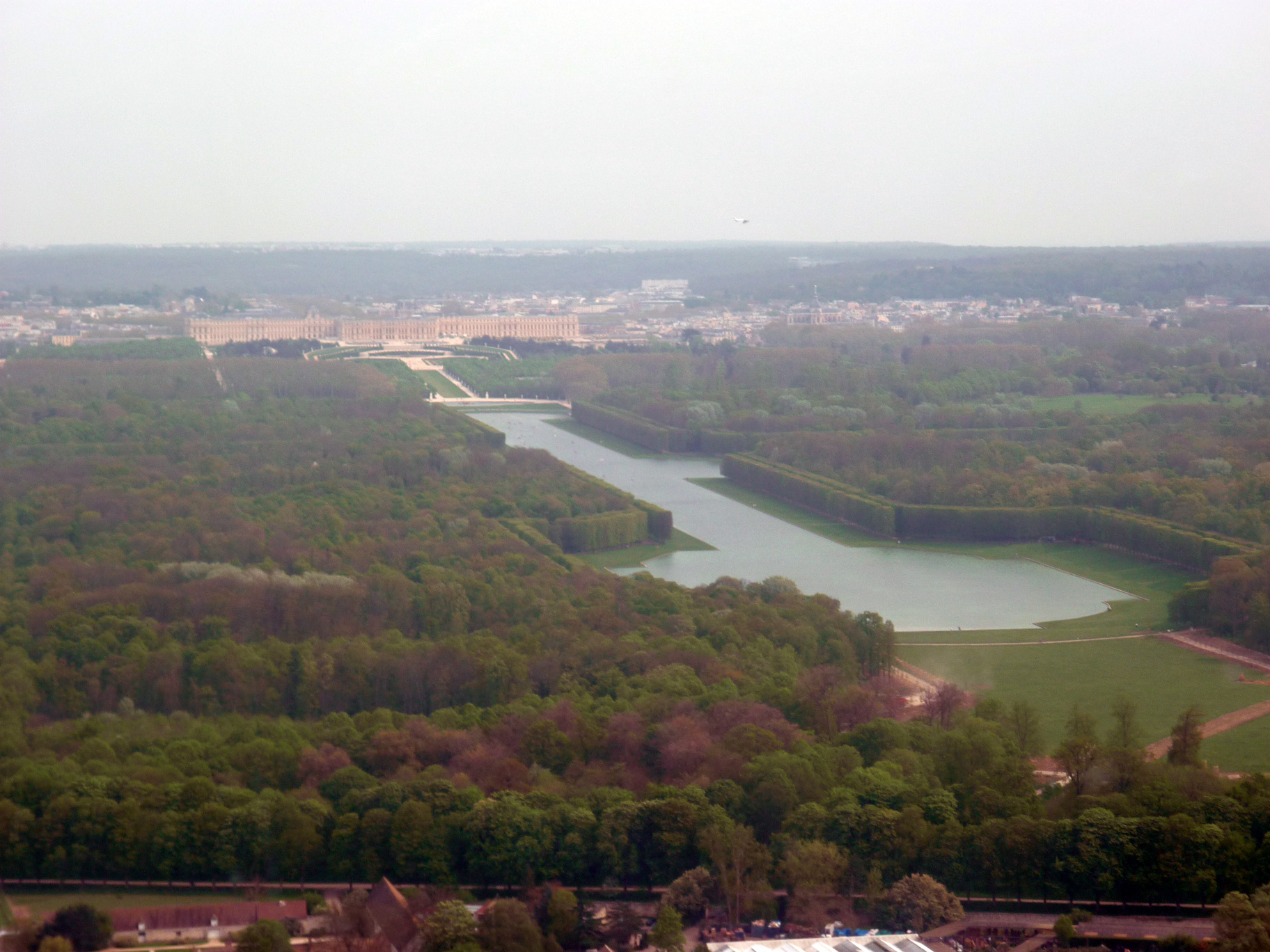
El parque de Versalles

Un problema común a todos los jardines de muchos años es la reforestación, y Versalles no ha sido en esto una excepción. Durante su larga historia fue objeto de no menos de cinco grandes reforestaciones, realizadas por razones prácticas o estéticas.
Durante el invierno de 1774-5 Luis XVI ordenó la reforestación de jardines ya que muchos árboles se encontraban enfermos o presentaban un crecimiento excesivo. Por otro lado, para los criterios del siglo XVIII, el jardín estaba fuera de moda. En consecuencia, la reforestación tendió a lograr un estilo menos formal y -al mismo tiempo- más fácil de mantener. 
Los resultados no fueron los esperados debido a la particular topografía del suelo, que no favorecía la construcción de un jardín estilo inglés. En 1860 la mayoría de los viejos ejemplares forestales de la época de Luis XVI fueron reemplazados. En 1870 una violenta tormenta afectó la región, dañando y volteando cantidades de especies, lo que requería un plan masivo de reforestación, pero debido a la guerra Franco-Prusiana y la Comuna de París, que derrocó a Napoleón III, esto no se concretó hasta 1883. 
Las reforestaciones más recientes se aceleraron por dos tormentas que afectaron Versalles en 1990 y 1999, produciendo la pérdida de cientos de árboles. Las reforestaciones llevaron al museo y a las autoridades del gobierno a restaurar algunos de los bosques abandonados desde la época de Luis XVI, como el de las tres fuentes, remodelado y puesto en valor en el año 2004.
Debido al ciclo natural de reforestación ocurrido en Versalles, es seguro que no se conserva ningún ejemplar de la época de Luis XIV.

## Problemas hídricos
La atracción principal de Versalles antes y ahora han sido las fuentes. Sin embargo, los problemas de provisión de agua se remontan a la época de Luis XIV. 
Los jardines de Luis XIII contaban con una provisión suficiente a partir de los manantiales locales, pero una vez que Luis XIV comenzó a ampliar los jardines construyendo más y más fuentes, la provisión de agua se convirtió en un problema crítico. 
Para cubrir la demanda en la época del Rey Sol, el agua se bombeaba desde el estanque de Clugny hacia la cisterna sobre la gruta de Tetis, que a su vez alimentaba a las fuentes del parque por gravedad. Comenzaron a utilizarse otros manantiales de la llanura de Satory, al sur del palacio.
Para 1664, la creciente demanda hídrica requirió de otras fuentes de suministro. Louis Le Vau construyó la Pompe, una torre de agua al norte del palacio que bombeaba desde el lago del palacio de Clugny mediante un sistema de molinos de viento y bombas accionadas por caballos hasta una cisterna de 600 m³ de capacidad ubicada junto a la Pompe. 

### Escenografía al servicio del rey

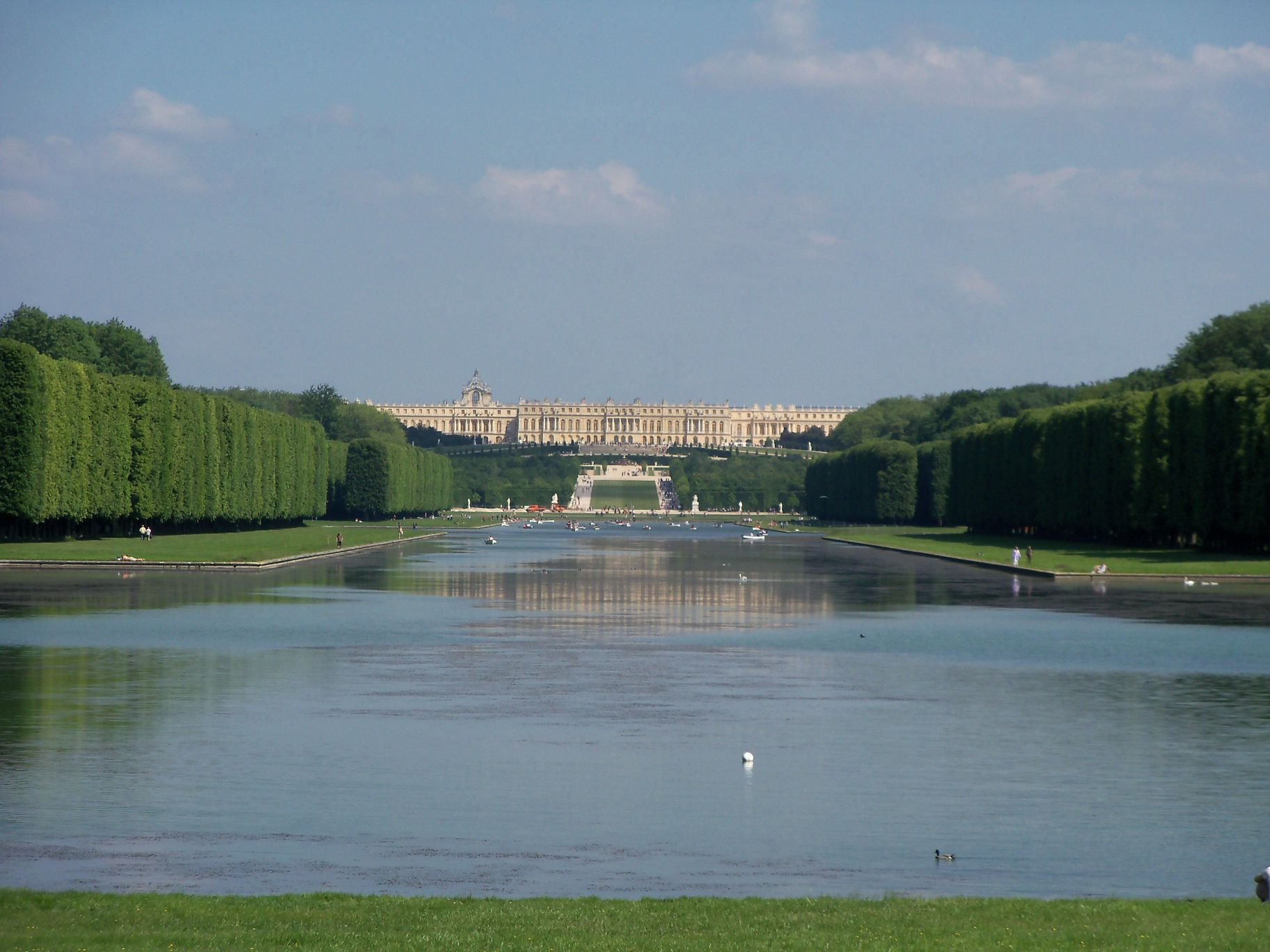
El Gran Canal

Al completarse el Grand canal en 1671, el agua se reciclaba mediante un sistema de molinos de viento para retornar a la cisterna sobre la gruta de Tetis. Aunque la combinación de sistemas permitió atender los problemas principales, nunca fue posible mantener activas todas las fuentes del parque al mismo tiempo. 
En consecuencia, se mantenían en actividad las fuentes que podían verse desde el palacio, pero aquellas escondidas en los bosques se activaban solo según la demanda. En 1672 Jean-Baptiste Colbert diseñó un sistema de señales mediante silbatos, que los fontaneros utilizaban para mantenerse informados de los recorridos del rey, y así activar las fuentes por las que iba pasando. 
En 1674 la Pompe fue ampliada y desde entonces se la conoció como la Grande Pompe.La capacidad de bombeo se incrementó aumentando la potencia y número de pistones utilizados para bombear el agua, hasta una capacidad de provisión de 3.000 m³ por día.

### Provisión desde los ríos Bièvre y Sena

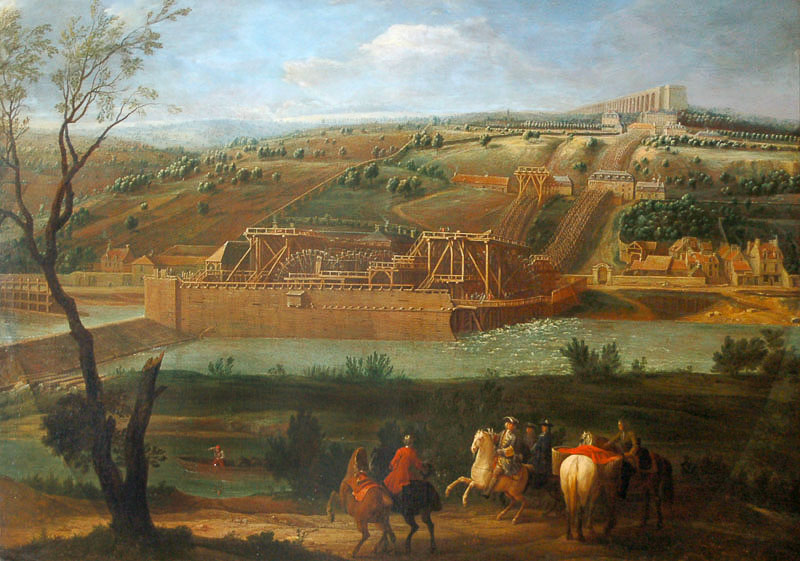
La máquina de Marly

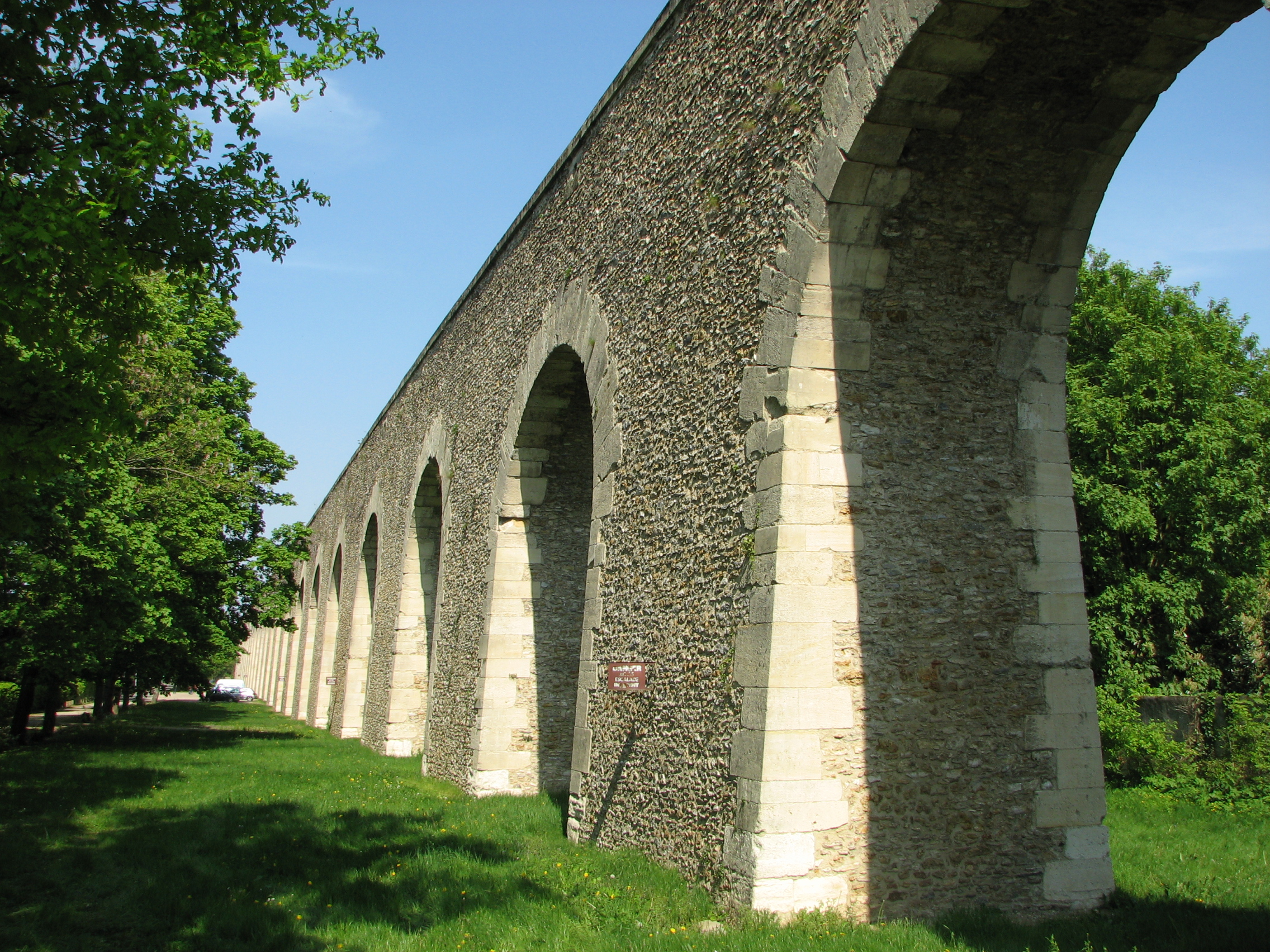
El Acueducto de Louveciennes

Como la demanda de agua siguió aumentando al tiempo que los sistemas existentes envejecían , se requirieron nuevas medidas para asegurar el suministro. Entre 1668 y 1674 se presentó un proyecto para derivar aguas del río Bièvre hacia Versalles. Embalsando el río y con un sistema de bombeo de cinco molinos de viento, el agua se tomó de las reservas en la llanura de Satory . Este método permitió aportar otros 72,000 m³ de agua a los jardines.
A pesar del agua del Bièvre los jardines necesitaban todavía más agua, lo que requirió nuevos proyectos. En 1681 se desarrolló uno de los más ambiciosos emprendimientos hídricos concebidos durante el reinado de Luis XIV. Debido a la proximidad del río Sena, se propuso un sistema para extraer agua de allí y bombearla a Versalles. Tomando como base un proyecto de 1680 que permitió regar de esa forma los jardines de Saint-Germain-en-Laye, al año siguiente se inició la construcción de la máquina de Marly.
El artefacto se diseñó para elevar agua desde el Sena en tres etapas al acueducto de Louveciennes, casi 100 m sobre el nivel del río. Se construyeron sobre el río una serie de grandes norias que llevaban el agua mediante un sistema de 64 bombas a una cisterna elevada a 48 m. Desde allí otras 79 bombas elevaban el agua a otra cisterna a 56 m de altura. Finalmente, 78 bombas más llevaban el agua al acueducto, que transportaba el fluido a Versalles y al palacio de Marly. 
En 1685 la máquina de Marly entró en plena operación. Debido a diversos problemas técnicos fue capaz de proveer solo 3.200 m³ por día, aproximadamente la mitad de lo esperado. La máquina se convirtió en una atracción turística. A pesar de que Versalles consumía más agua por día que toda la ciudad de París, la máquina permaneció activa hasta 1817.

## Información estadística

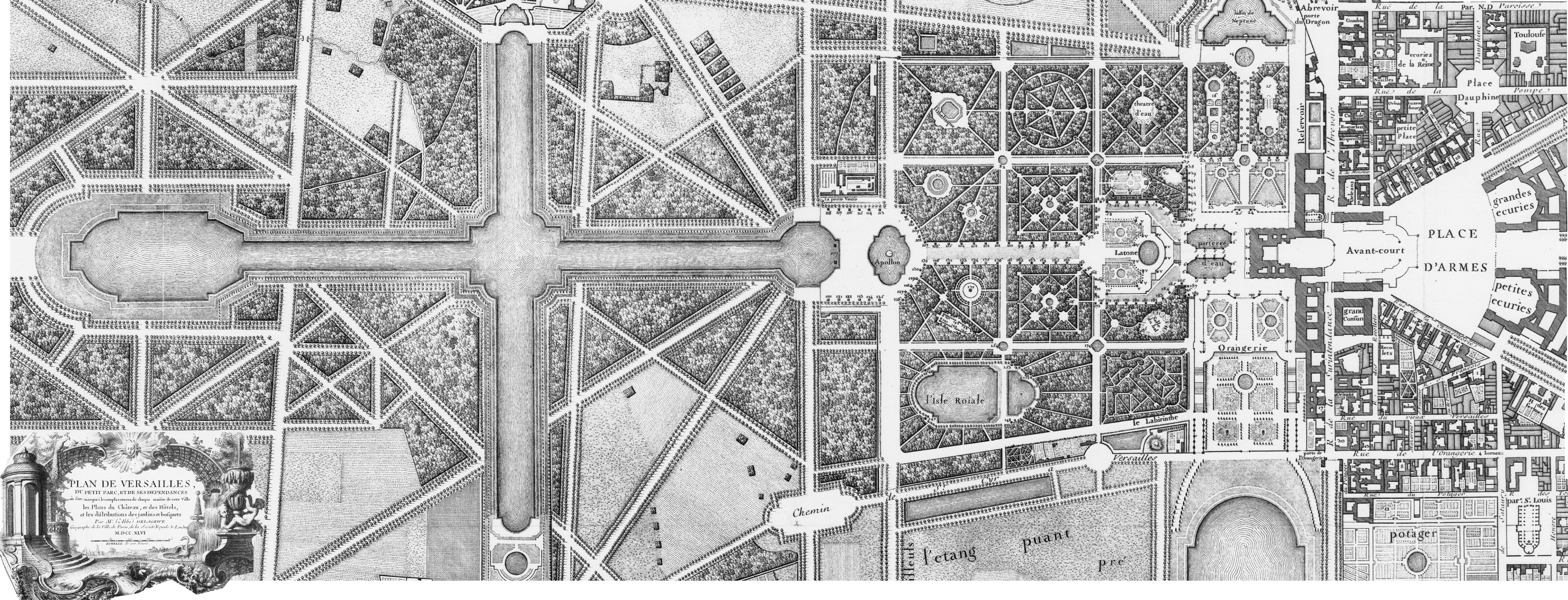
Plano de Versalles en 1746, por Abbé Delagrive, geógrafo de la ciudad de París.

| Concepto                    | Dato                                                                 |
| --------------------------- | -------------------------------------------------------------------- |
| Creadores                   | André Le Nôtre; Luis Le Vau; Jules Hardouin-Mansart; Charles Le Brun |
| Superficie                  | 800 ha                                                               |
| Cant. de árboles            | 200.000                                                              |
| Flores plantadas anualmente | 210.000                                                              |
| Fuentes de agua             | 50                                                                   |
| Aspersores                  | 620                                                                  |
| Sup. Grand canal            | 23 ha                                                                |
| Perímetro del Grand canal   | 5,57 km                                                              |
| Cañerías de agua            | 35 km                                                                |
| Consumo de agua promedio    | 3.600 m³                                                             |

## Galería de imágenes

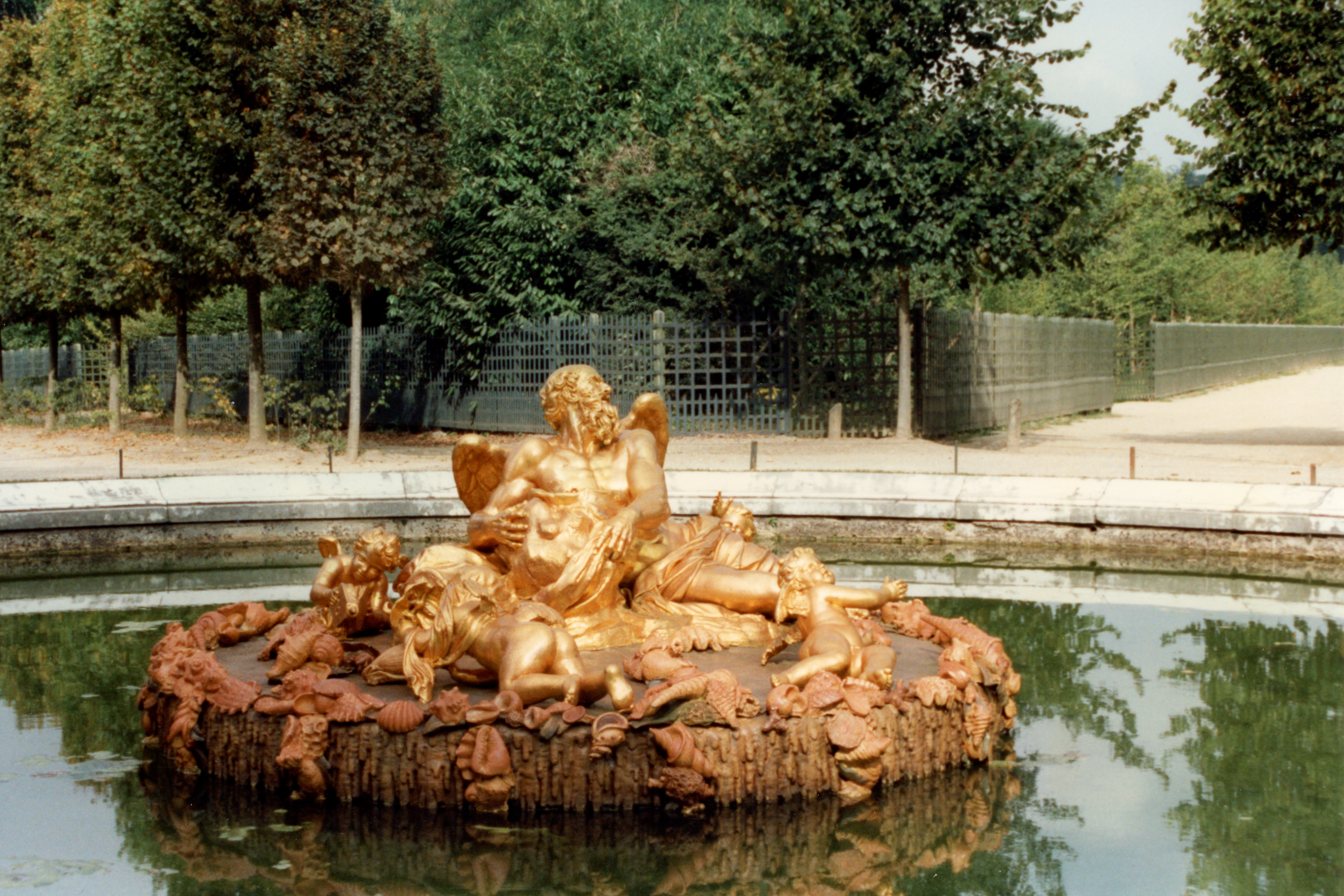
El dios Saturno en el Estanque del Invierno
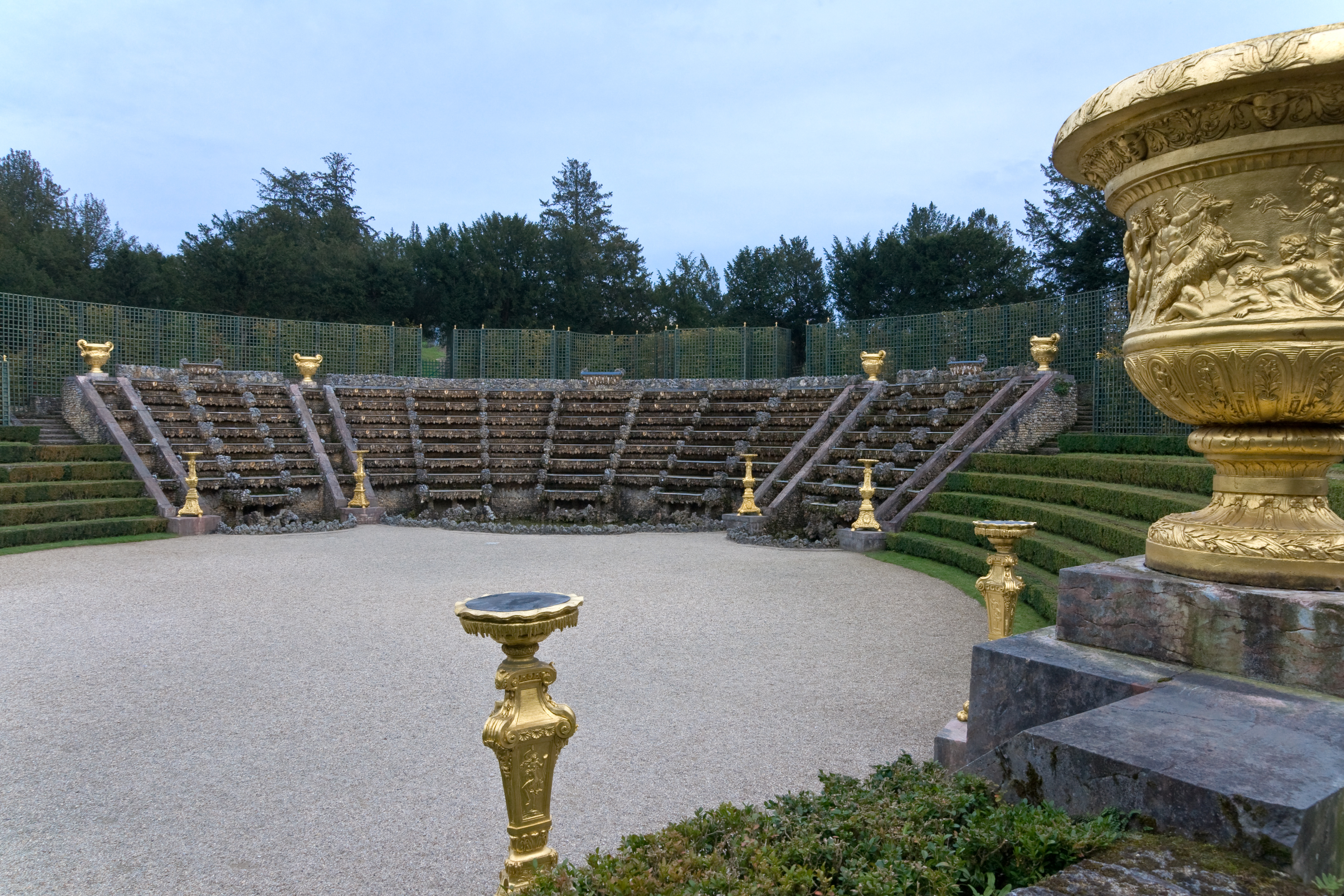
El Salón de Baile
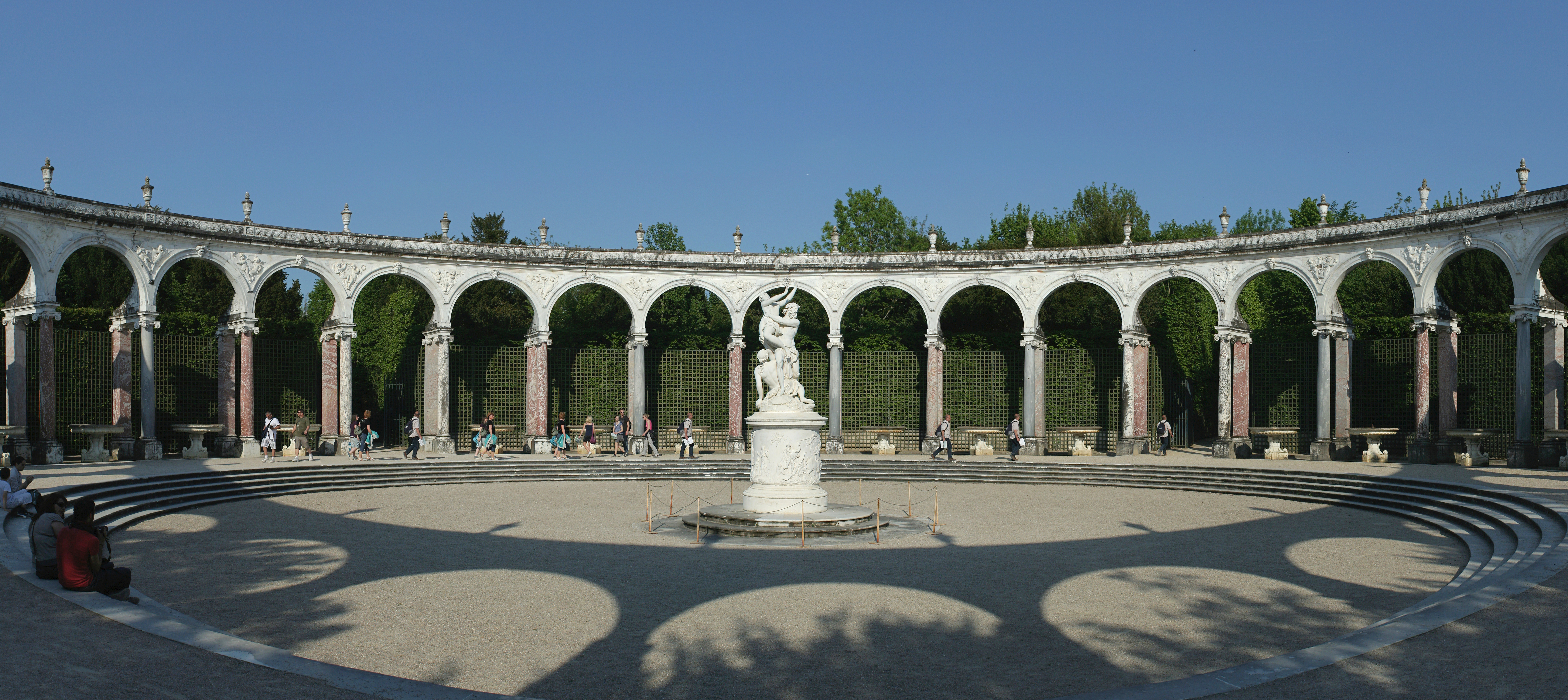
El Rapto de Proserpina de François Girardon en el Bosquete de la Columnata
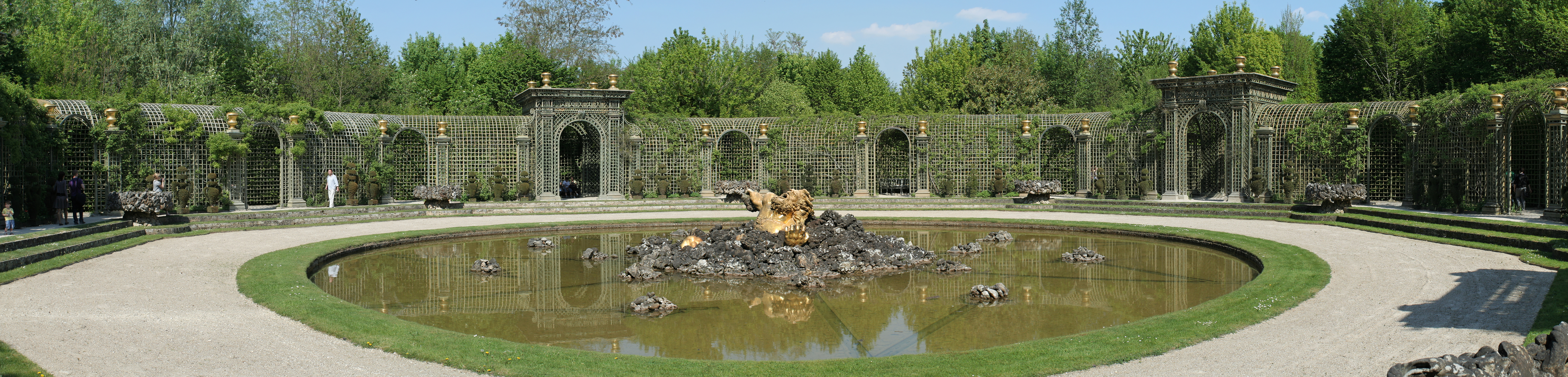
El Bosquete de Encélado
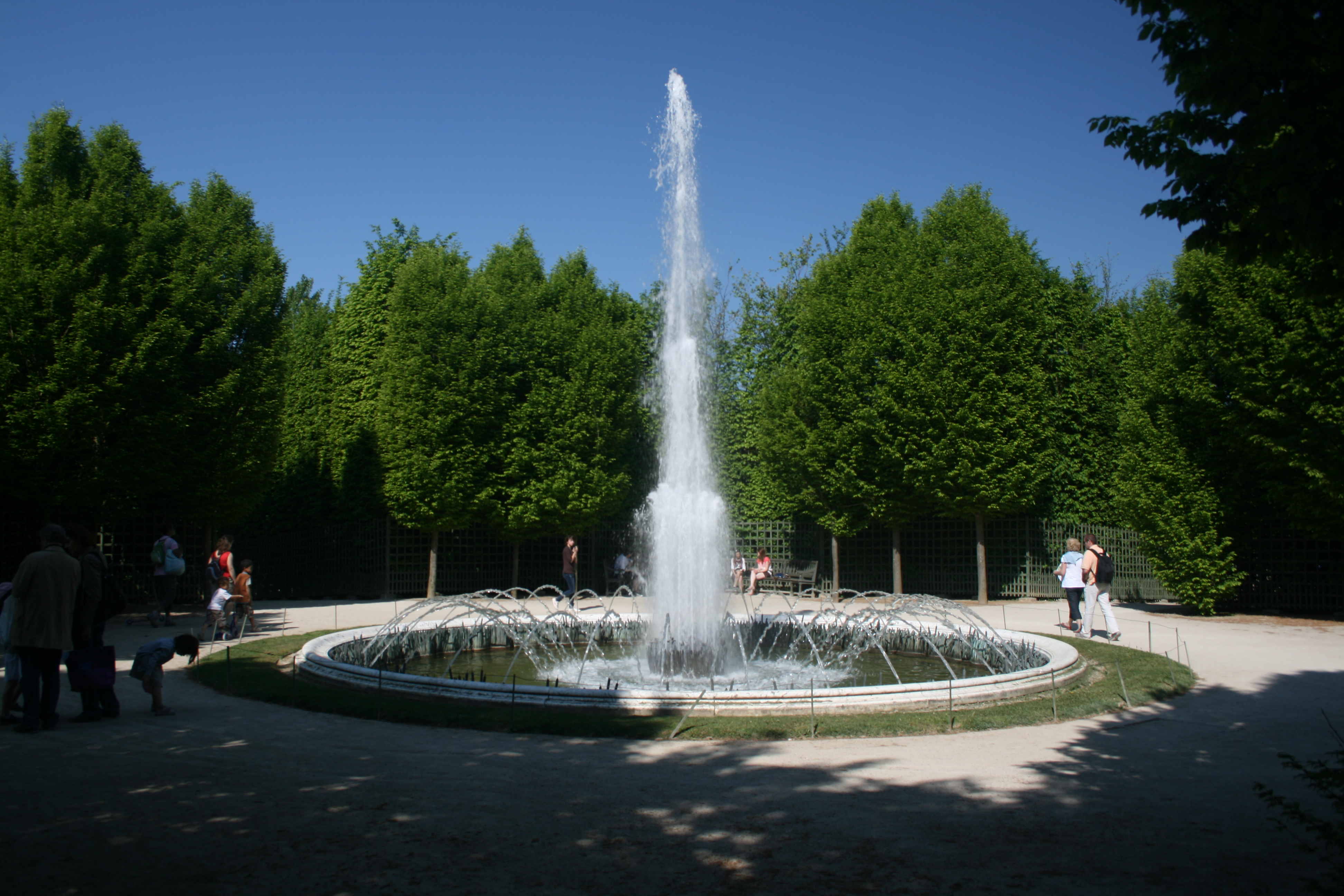
El Bosquete de la Girándula
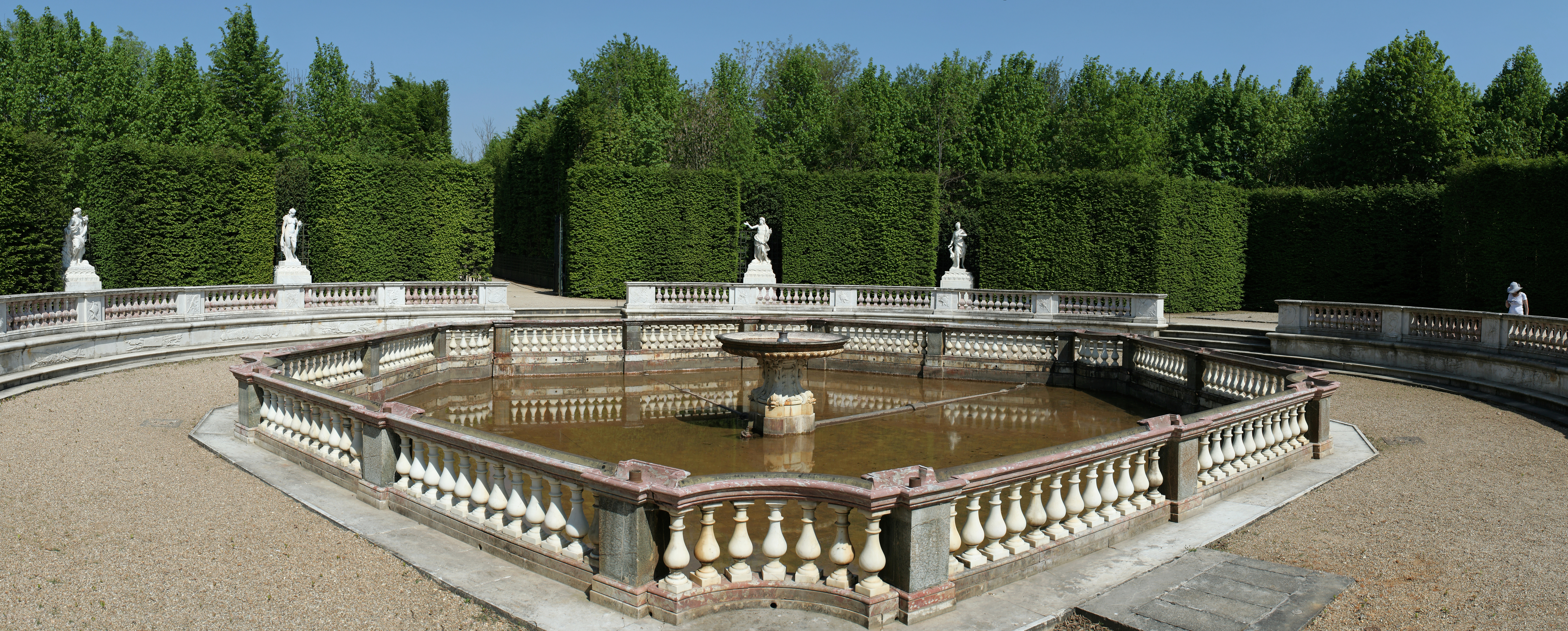
El Bosquete de los Domos
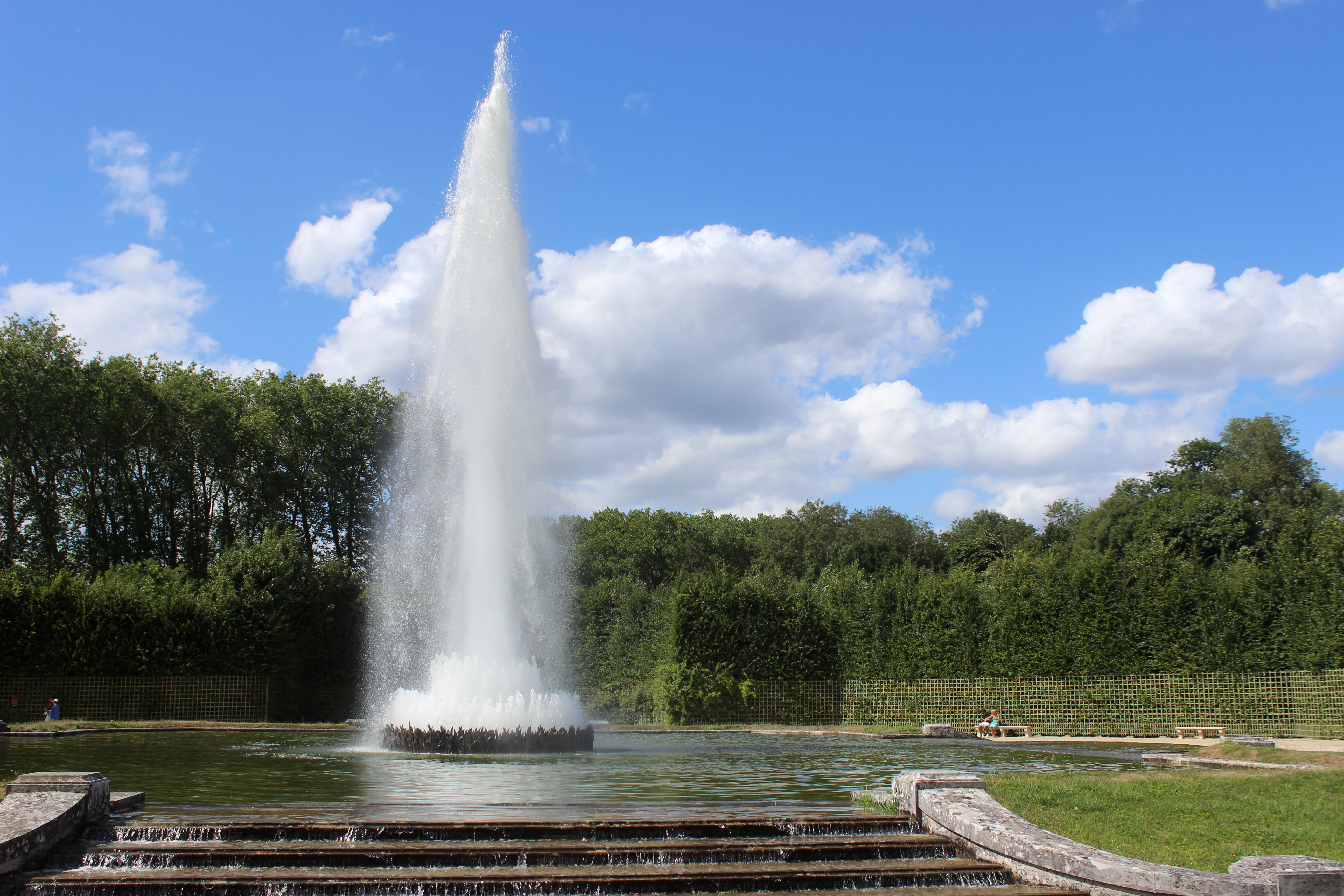
El Bosquete del Obelisco
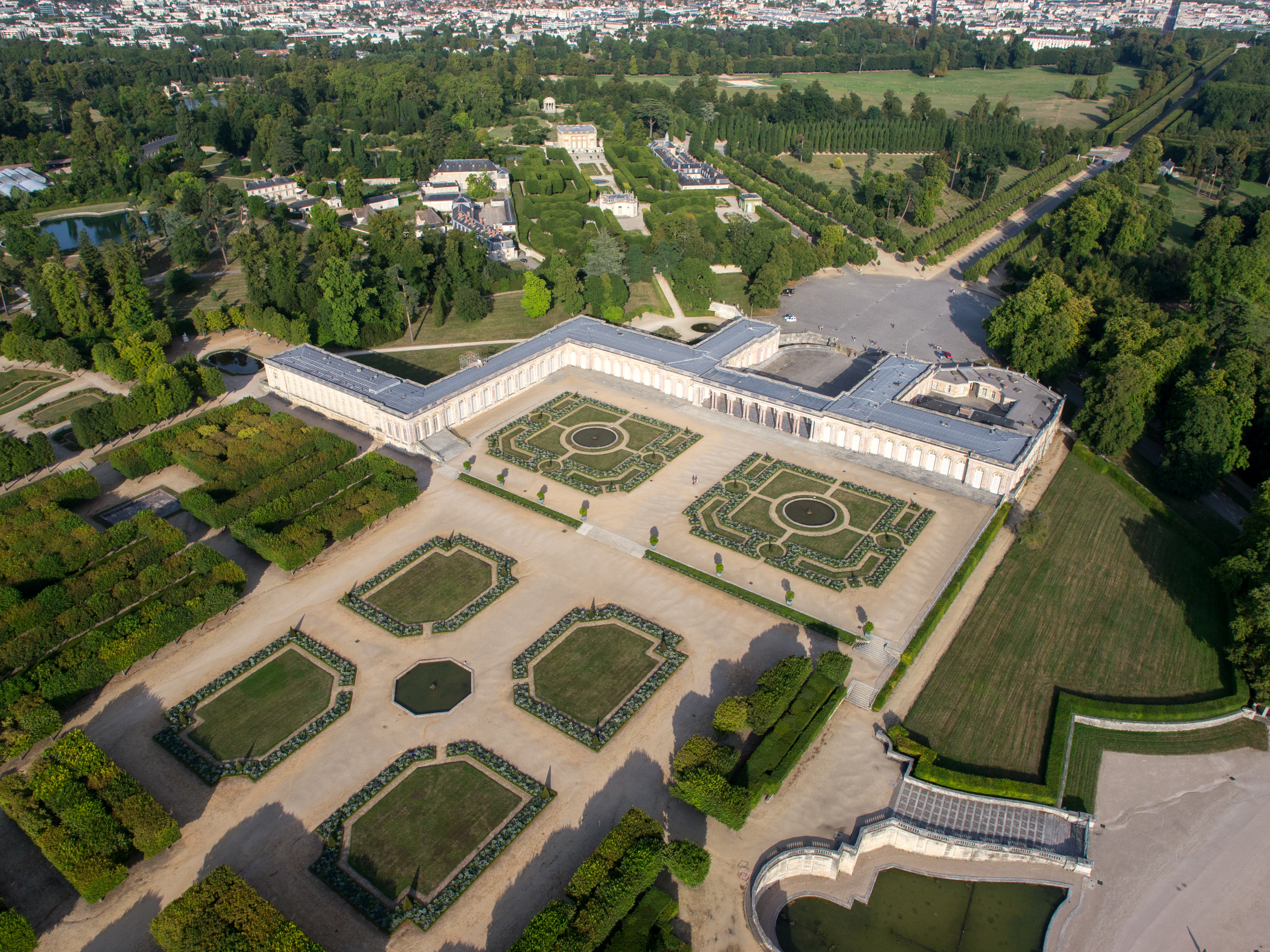
Los jardines del Gran Trianón
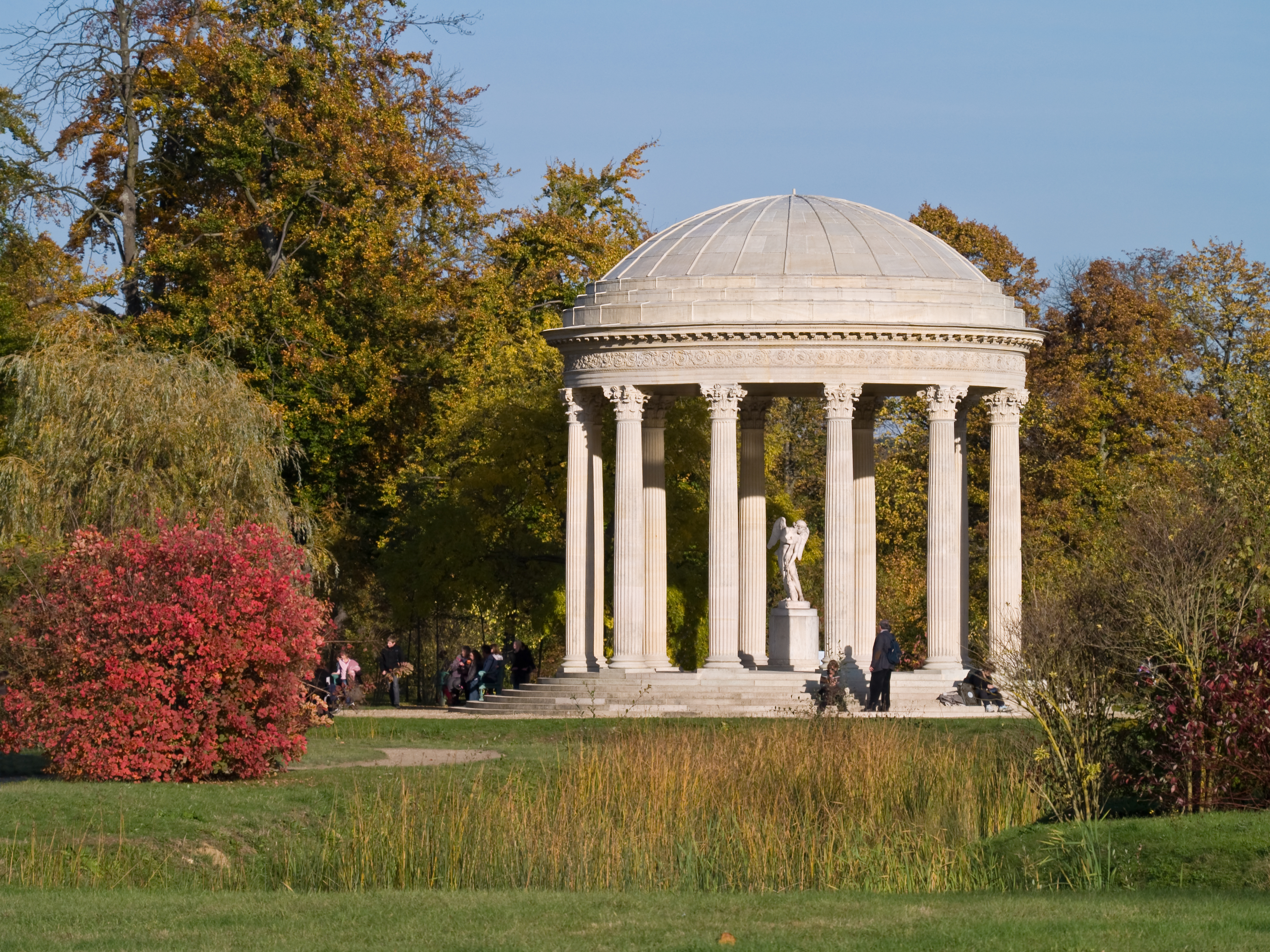
El Templo del Amor en el jardín inglés del Pequeño Trianón
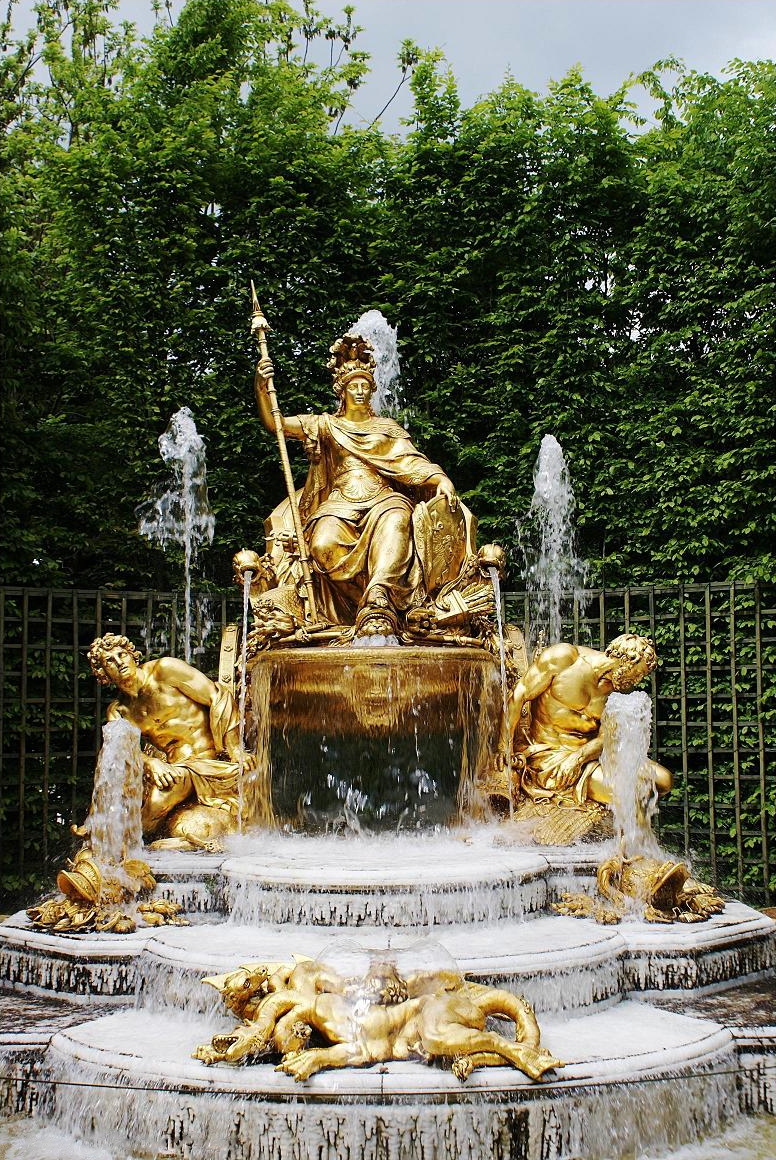
La fuente de Francia triunfante
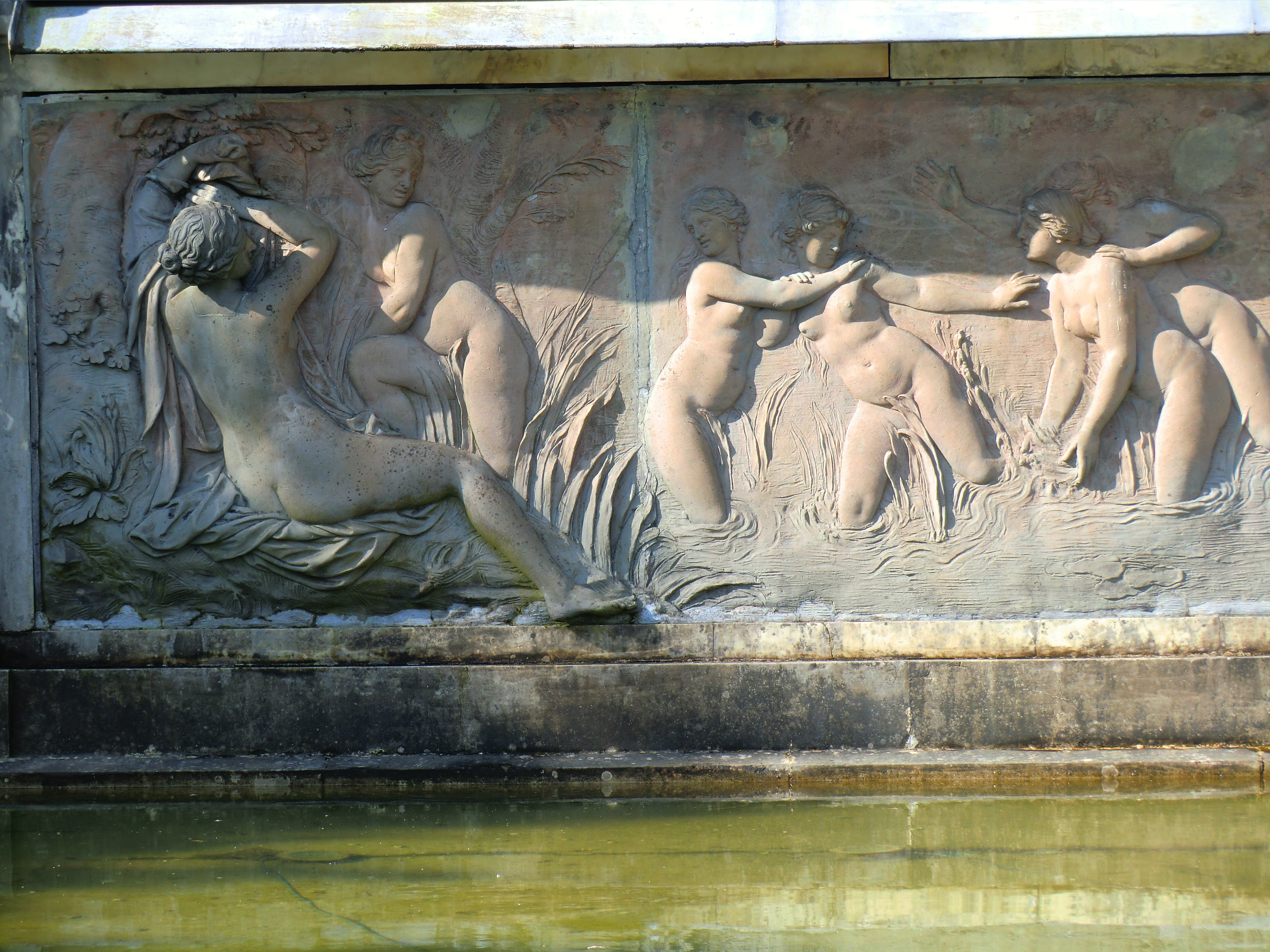
El estanque del baño de las ninfas
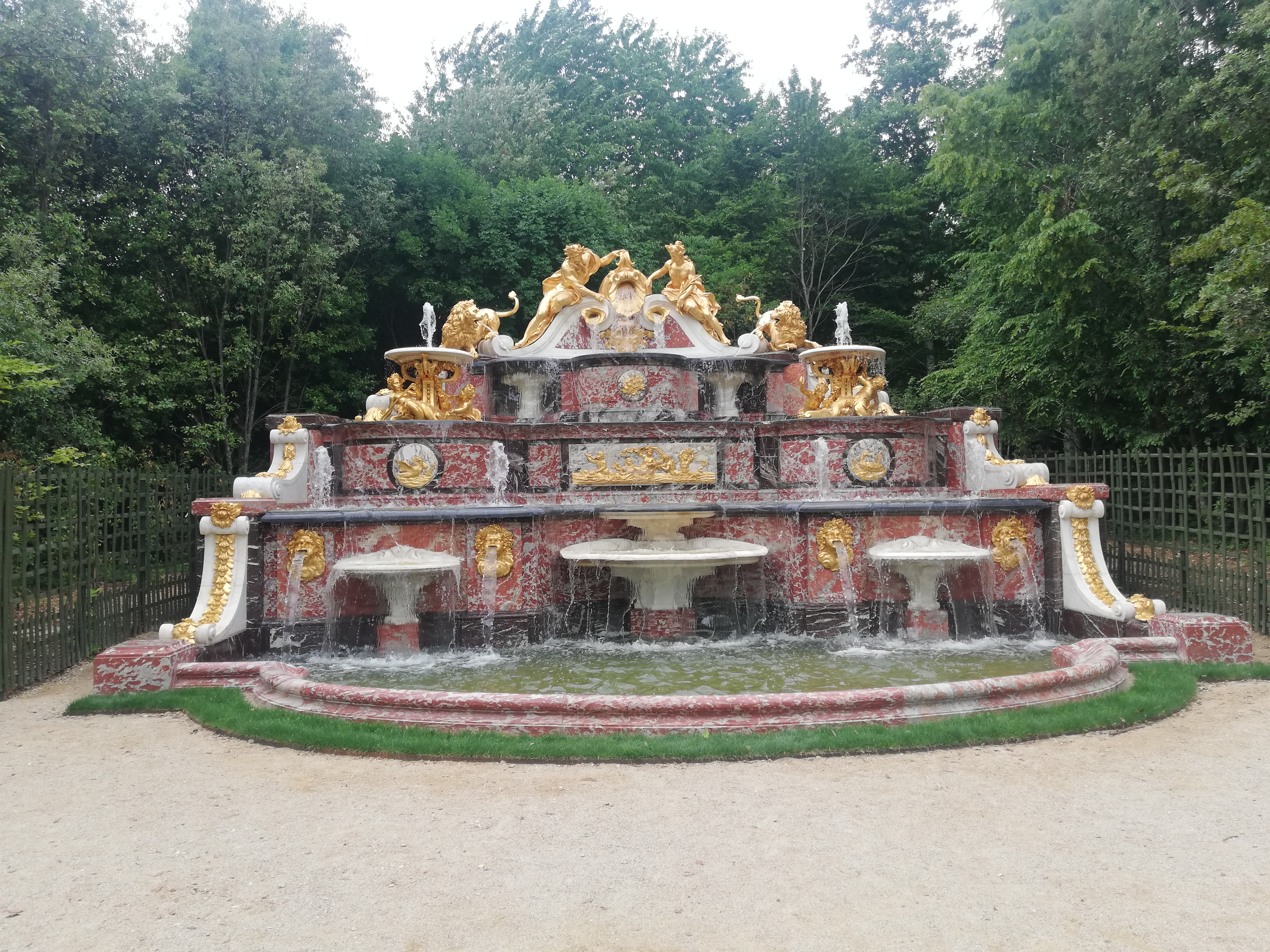
El Aparador de las aguas del Gran Trianón
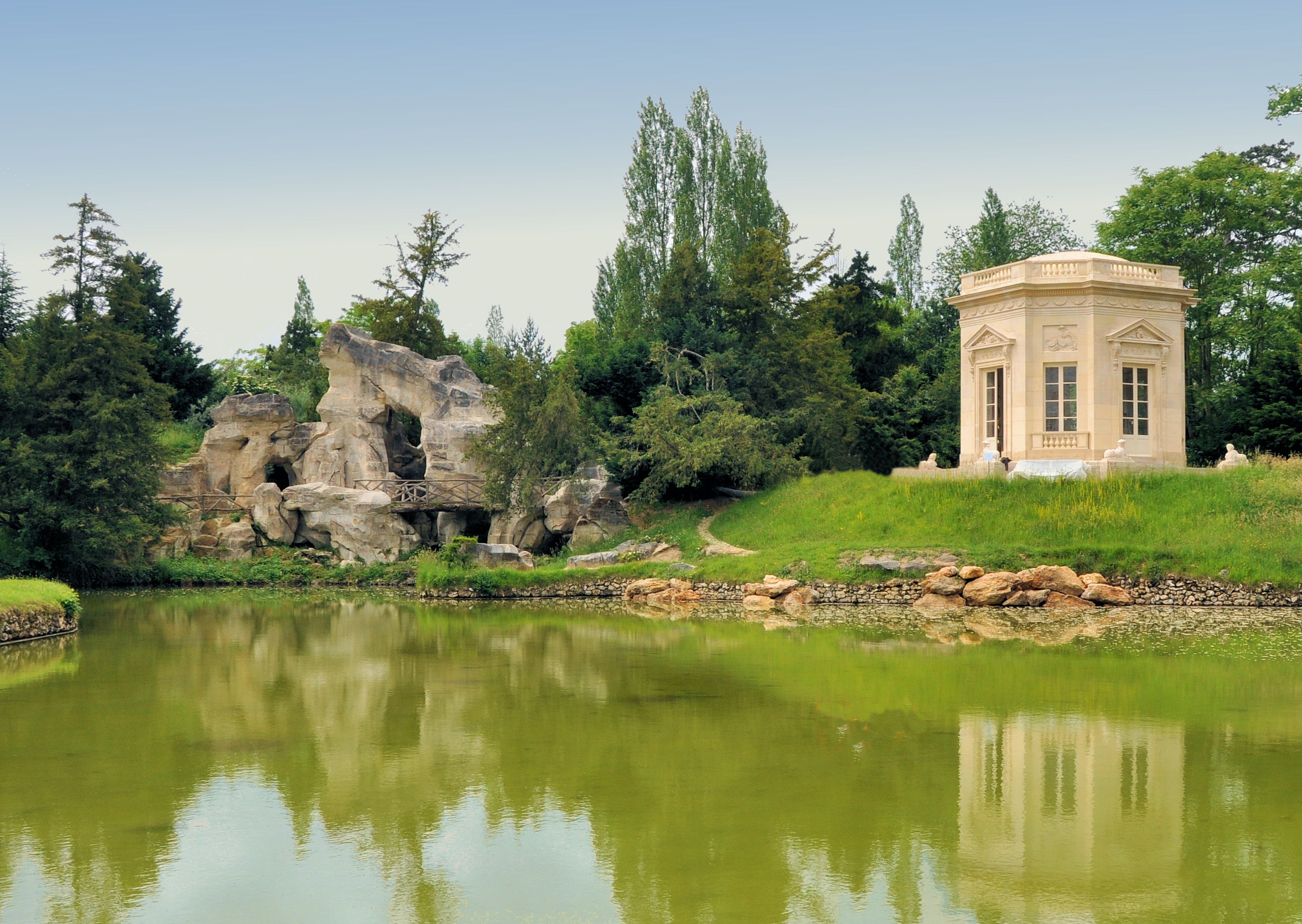
El Mirador y la Roca